# Heavy metal
El heavy metal, o simplemente metal (pronunciado en ocasiones como «métal»), es un género musical que nació a finales de los años sesenta y principios de los setenta tanto en el Reino Unido como en los Estados Unidos, cuyos orígenes provienen del hard rock, blues rock y del rock psicodélico. Se caracteriza principalmente por sus guitarras fuertes y distorsionadas, ritmos enfáticos, los sonidos del bajo y la batería son más densos de lo habitual y la voz es generalmente desgarrada, como también puede ser más aguda o incluso baja y gutural, dependiendo del estilo de la banda.
Hasta el día de hoy no existe un consenso preciso que defina cuál fue la primera banda de heavy metal, algunos mencionan a Led Zeppelin y Deep Purple, mientras que otros dejan ese sitial exclusivamente a Black Sabbath. Por aquel mismo tiempo, a finales de los años 1960 y principios de los años 1970, surgieron muchas bandas que si bien no tuvieron el impacto mediático de las mencionadas anteriormente, también fueron de gran aporte al nacimiento del género como Blue Cheer, Blue Öyster Cult, Sir Lord Baltimore, Budgie, UFO, Scorpions y Wishbone Ash; posteriormente surgieron agrupaciones como Rainbow, (estos introdujeron la combinación del doble bombo con ritmos rápidos en semicorchea de bajo y guitarra, Judas Priest, Motörhead, (quienes incluyeron algunos elementos del rock and roll y el punk, dándole un nuevo énfasis a la agresividad y velocidad), y las bandas de la nueva ola del heavy metal británico (abreviada comúnmente como NWOBHM) como Iron Maiden, Saxon y Def Leppard y de la que formaron parte también bandas como Diamond Head o Venom, que dio un nuevo valor al género derivando en el nacimiento de una posterior subcultura a ambos lados del Atlántico (influyendo la NWOBHM notablemente en el surgimiento de nuevas bandas estadounidenses como Manowar, Savatage o Queensrÿche a finales de esa década).
Con la llegada de los ochenta comenzaron a aparecer los primeros subgéneros del metal; por un lado el glam metal (encabezado por bandas como Europe, W.A.S.P. o Mötley Crüe) que lideró las ventas y las listas musicales de los principales mercados y por el otro el metal extremo que provenía de la escena underground. De este último surgió con una amplia popularidad el thrash metal liderado por los llamados «Big Four» estadounidenses (Metallica, Megadeth, Slayer y Anthrax) y con una importante repercusión en Alemania (surgiendo bandas como Kreator, Sodom, Destruction o Tankard). Sin embargo, en la década posterior dicho éxito comercial decayó ante el auge de nuevos sonidos alternativos no propios del metal, si bien en Europa continental, Japón y Latinoamérica siguieron siendo populares y vivieron su auge subgéneros como el power metal (destacando bandas como Helloween, Angra, Stratovarius, Rhapsody o Sonata Arctica), del mismo modo que surgían y resistían comercialmente a nivel global otros nuevos subgéneros, como el groove (Pantera). A fines de dicha década surgieron géneros todavía más extremos, como el death metal y el black metal, que tuvieron un auge a inicios de la década de los noventa.
Llegado el nuevo milenio, existía ya una infinidad de subgéneros, cada uno con características específicas y con influencias de otros estilos como la música clásica, música industrial, funk y el rap, por ejemplo, que han ampliado la definición de metal hasta llegar a la actualidad. A su vez, su popularidad se ha incrementado durante los últimos años principalmente en Europa, Estados Unidos, Latinoamérica y Japón. La música metal tiene una aceptación más favorable en los países nórdicos que en otras regiones debido a la apertura social y política en estas regiones;especialmente Finlandia ha sido a menudo llamada la «Tierra Prometida del Heavy metal», porque hoy en día hay más de 50 bandas de metal por cada 100,000 habitantes, más que cualquier otra nación del mundo.

## Etimología
Hasta el día de hoy el origen exacto de por qué se usa el término heavy metal en el ámbito musical es desconocido. Lo que sí es cierto es que durante varios siglos dicha frase se empleó en la química y en la metalurgia, y hace alusión a algunos elementos químicos que poseen ciertas características en común (metal pesado). Uno de los primeros usos en la cultura popular ocurrió en 1961, cuando el escritor estadounidense William Burroughs creó el personaje Uranian Willy: The Heavy Metal Kid en su novela The Soft Machine. En su siguiente obra Nova Express de 1964, Burroughs volvió a desarrollar el término para identificar a una raza de alienígenas de Urano y también a un tipo de música que escuchaba una segunda raza; la gente insecto.
Según el historiador de música Ian Christe su definición provendría del lenguaje hippie; heavy sería un sinónimo de potente o profundo y metal describiría un estado de ánimo como la pesadez. En ese sentido la palabra heavy haría referencia a las bandas que tocaban con una amplificación mayor a lo que interpretaba la música popular de mediados de los sesenta. En cuanto a su contexto musical las primeras referencias al heavy metal sería el álbum debut de Iron Butterfly llamado precisamente Heavy, y su primer uso en las líricas de una canción sería en «Born to Be Wild» de los estadounidenses Steppenwolf publicado en junio de 1968.
Por otro lado, el primer documento escrito que utilizó el término para identificar a un tipo de música rock apareció en una revisión de la revista Rolling Stone, cuyo autor fue Barry Gifford. Dicha revisión se escribió el 11 de mayo de 1968 y trató sobre el disco A Long Time Comin' de la banda The Electric Flag donde Gifford comentó: «Nadie que haya escuchado a Mike Bloomfield —como cantante o instrumentista— en los últimos años esperó algo como esto. Esta es una nueva música soul, la síntesis del white soul y el rock heavy metal».
Hasta mediados de 1970 varios críticos de revistas como la mencionada Rolling Stone, The Village Voice o Creem acuñaron la definición downer rock que en nuestro idioma se definió como un rock decepcionante, es decir, un tipo de música que iba en contra de lo que hasta ese entonces se conocía, como la música de The Beatles por ejemplo. De acuerdo a la publicación Classic Rock, el downer rock giraba en torno al uso excesivo de metacualona y vino. Sin embargo, ese término no duró mucho, siendo reemplazado en su totalidad por el heavy metal. Cabe mencionar que durante la primera parte de la década de los setenta la prensa expresaba que el hard rock y el heavy metal eran sinónimos, por ello muchas de las bandas que hoy se conocen como heavy metal eran consideradas como hard rock y viceversa.

## Características
Desde un principio el heavy metal se caracterizó por poseer guitarras fuertes y distorsionadas, junto a ritmos enfáticos. Los sonidos del bajo y la batería son más densos de lo habitual y las voces, generalmente rasgadas o agudas. Con el pasar de los años y con el surgimiento de sus subgéneros dichas características se enfatizaron, alteraron u omitieron, e incluso en ciertas ocasiones se agregaron nuevos atributos. Según el periodista Jon Pareles de New York Times: «En la taxonomía de la música popular, el heavy metal es la mayor subespecie del hard rock. Eso sí, con menos síncopa, menos blues, más talento para el espectáculo y fuerza más bruta». La típica formación de una banda consta de un baterista, un bajista, un guitarrista solista, un guitarrista rítmico y un cantante que en ocasiones puede ser instrumentista. También puede incluir a un teclista para engrosar el sonido en los conciertos en vivo o en las producciones de estudio, sin que éste sea necesariamente un miembro activo de la agrupación.
La guitarra eléctrica y la potencia que proyecta a través de la amplificación ha sido históricamente el elemento clave del género, cuyo sonido proviene de un uso combinado de altos volúmenes y una gran distorsión. A lo largo de los años los guitarristas han innovado en las técnicas y efectos que produce el instrumento como el tresillo, seisillo, palm mute, bend, hammer-on, tapping y el sweep-picking principalmente. Además, es muy importante el riff, el power chord y sobre todo el solo que definen a una canción y al subgénero en la que se interpreta. También el guitarrista cumple un rol importante en el heavy metal que en ocasiones provoca una tensión amistosa con el vocalista, para definir quién es el frontman de una agrupación.

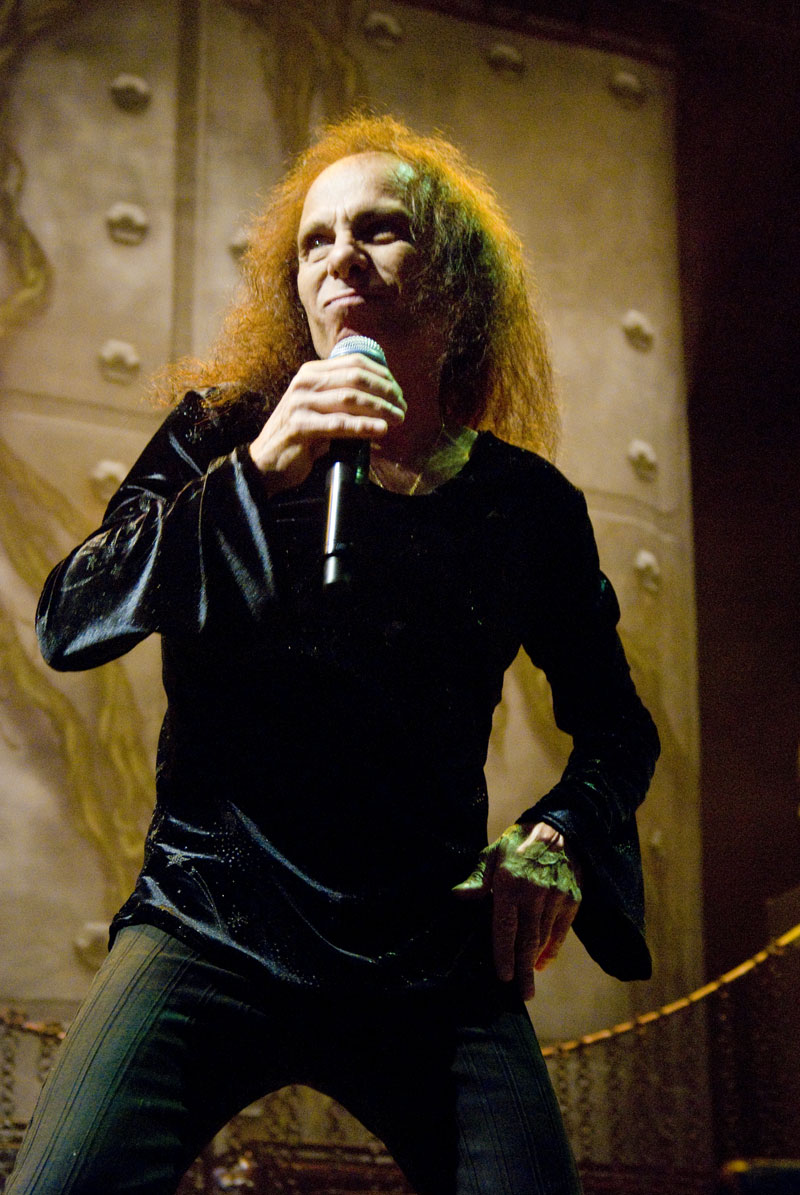
El vocalista Ronnie James Dio en el año 2009.

Una banda de Heavy Metal puede tener uno o dos guitarristas; en este último caso, uno solista y otro rítmico, o alternando funciones. Hay bandas que utilizan tres guitarristas como el caso de Iron Maiden o Helloween. En algunas bandas, los guitarristas aplican el término twin-guitars —guitarras gemelas en español— donde ambos pueden ser solistas, tocando simultáneamente un solo o intercalando su participación dentro de este. Las primeras bandas que aplicaron dicho concepto fueron Wishbone Ash, Scorpions y Thin Lizzy  Varios críticos sitúan a Iron Maiden y Judas Priest como las agrupaciones que mayormente explotaron dicha técnica, inspirados en Thin Lizzy y Wishbone Ash principalmente   
Otro de los elementos importantes es la voz que de acuerdo con el crítico Simon Frith; «... el tono [de la voz] es mucho más importante que las letras de las canciones». La voz se caracterizó en un principio por ser aguda, con un gran uso del vibrato y una amplitud enorme de octavas. Algunos de los cantantes que cumplen con dichos factores son Ian Gillan de Deep Purple, Bruce Dickinson de Iron Maiden, Klaus Meine de Scorpions y Ronnie James Dio, por ejemplo. Otra de las técnicas que se utiliza es el falsete, como por ejemplo Rob Halford de Judas Priest o King Diamond. Con el pasar de los años algunos vocalistas emplearon un estilo más gutural. Uno de los primeros fue Lemmy Kilmister de Motörhead, que incluyó una voz rasgada y que fue un punto clave en los posteriores cantantes del thrash metal, death metal y black metal. Estos se caracterizan por tener una voz gutural; una técnica que utiliza sonidos graves, similares a gruñidos y que en ocasiones provoca una difícil comprensión de las letras de sus canciones. A pesar de que las voces del metal son principalmente masculinas, las mujeres también han incursionado en el género como es el caso de Kim McAuliffe de Girlschool y la alemana Doro, considerada como la «reina del heavy metal».

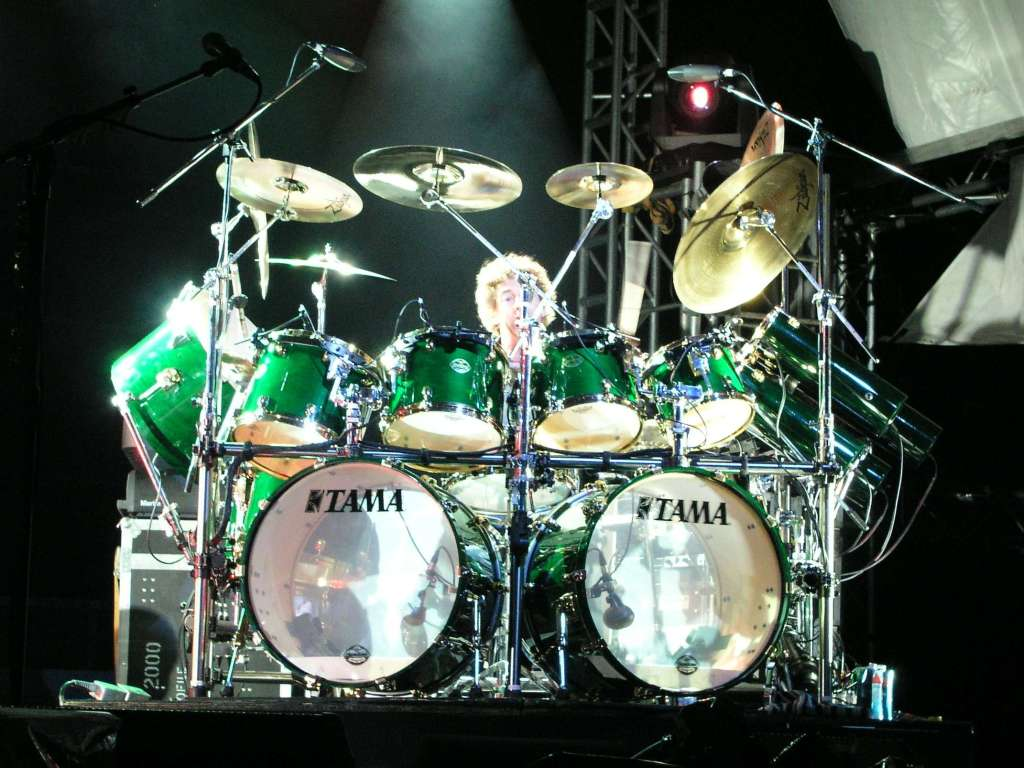
Una clásica configuración de batería, en este caso la de Simon Phillips.

Por su parte, el bajo, los teclados y la batería cumplen un rol importante en la sección rítmica. El bajo proporciona una gama de sonidos bajos que son cruciales en la música, que varían en complejidad desde ser solo acompañamiento rítmico, a participar en la interacción de la guitarra líder y rítmica. Al igual que los guitarristas, el bajista puede utilizar algunas técnicas en las cuerdas como el tapping y el número de ellas pueden variar desde las cuatro a seis dependiendo del subgénero que se interpreta. En ciertas situaciones también el bajista suele ser el músico principal de una agrupación como en Motörhead por ejemplo. En cuanto a la batería, esta debe crear un ritmo fuerte y constante basándose en la velocidad, potencia y precisión. Según los autores Mick Berry y Jason Gianni: «El batería requiere una cantidad excepcional de resistencia, una velocidad considerable, una coordinación y una destreza absoluta para tocar los intrincados patrones del metal». Una de las características propias del baterista del metal es la utilización del cymbal choke, que es tocar los platillos y silenciarlos rápidamente con la mano. En adición a ello la configuración del número de tambores, bombos y platillos es normalmente mayor a lo que se emplea en otros tipos de música rock.
Por último, los teclistas pueden engrosar el sonido de una canción con el órgano, los sintetizadores y los teclados propiamente tal. Su sonido proviene principalmente del rock psicodélico y se efectúa en su gran mayoría como acompañamiento rítmico para dar un ambiente más oscuro. Aun así, hay casos donde el teclista puede interpretar solos como por ejemplo Jon Lord en Deep Purple, Mic Michaeli en Europe, o incluso ser el líder de la banda y ser quien más se destaque como en el caso de André Andersen, tecladista y líder de Royal Hunt. También otro músico de la banda puede cumplir dicho rol, como es el caso del guitarrista Eddie Van Halen de la banda Van Halen. Además, existen situaciones donde el teclista puede ser un músico de sesión en las producciones de estudio o en los conciertos en vivo.

## Lenguaje musical

### Ritmo y tiempo

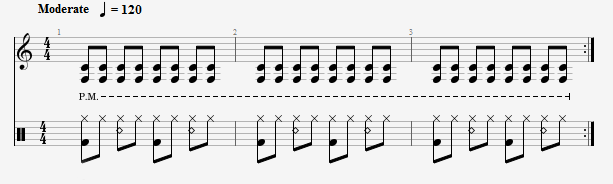
Un ejemplo de un típico patrón rítmico usado en el heavy metal, creado por la guitarra rítmica y la batería.

Según la socióloga enfocada en la cultura musical, Deena Weinstein, el ritmo del género es enfático y posee tensiones deliberadas. Weinstein observa que los diferentes efectos sonoros disponibles en los bateristas, proporcionan un patrón rítmico que asume una gran complejidad. En muchas de sus canciones el groove principal es corto, de dos a tres notas, que generalmente se componen de corcheas y semicorcheas. Esta estructura rítmica principalmente se acompaña de varios staccatos, hechos por la técnica del palm mute del guitarrista rítmico.
La principal característica del ritmo es el riff que crea el gancho temático de una canción, denominado hook. Esta estructura también se emplea de manera más lenta, añadiéndoles redondas y acordes enteros para así crear una power ballad. En cuanto a su tempo era generalmente lento durante sus primeros años, pero a partir de mediados de los setenta este aumentó dando origen al speed metal y posteriormente al power metal. Los tempos del metal varían desde la lentitud de una balada (60 pulsaciones por minuto) a extremadamente rápidos creados por el blast beat (350 pulsaciones por minuto).

### Estructura típica de la armonía
El heavy metal se basa generalmente en el riff que es creado a partir de tres rasgos armónicos principales; progresiones de la escala modal, tritono y/o progresiones cromáticas y el uso del pedal point. El heavy metal tradicional o también llamado clásico tendió a utilizar las escalas modales, en especial el modo eólico y el modo frigio, que en términos prácticos y para dar un ejemplo sería (la, si, do, re, mi, fa, sol y la) y (fa, sol ♭, la ♭, si ♭, do, re ♭, mi ♭ y fa) respectivamente.
El tritono se ha empleado en el metal en varias progresiones de acordes y que se define como un intervalo que abarca tres tonos enteros, por ejemplo do y fa ♯. Dicha disonancia fue prohibida en la música eclesiástica medieval, ya que los monjes consideraban que eran tonos del diablo a lo que ellos titularon como diabolus in música, que al español se traduce como «el diablo en la música». Desde el principio el género utilizó el tritono tanto en los riff como en los solos de guitarra, y debido a ello y durante sus primeros años, se apodaba como música diabólica.
Por su parte, el pedal point generalmente se ha usado como base armónica de muchas de las canciones del metal. En simples palabras se puede definir como un tono bajo sostenido, por la cual se mueve a través de otros (tonos) brindando un cambio en la armonía.

### Volumen
La necesidad del aumento de volumen provino de artistas como Cream, Jimi Hendrix, The Who y en especial de Blue Cheer, que en palabras de su vocalista Dickie Peterson: «Lo único que sabíamos era que queríamos más poder». Según el psicólogo Jeffrey Arnett en su libro Metalhead considera que el volumen de los conciertos es como «el equivalente sensorial de la guerra». Por su parte, la doctora Weinstein aclara que es vital para cualquier banda de metal y además argumenta que: «...de la misma manera que la melodía es el elemento principal del pop y el ritmo es el foco principal de la música house; el sonido, timbre y volumen potente son los puntos claves del heavy metal».

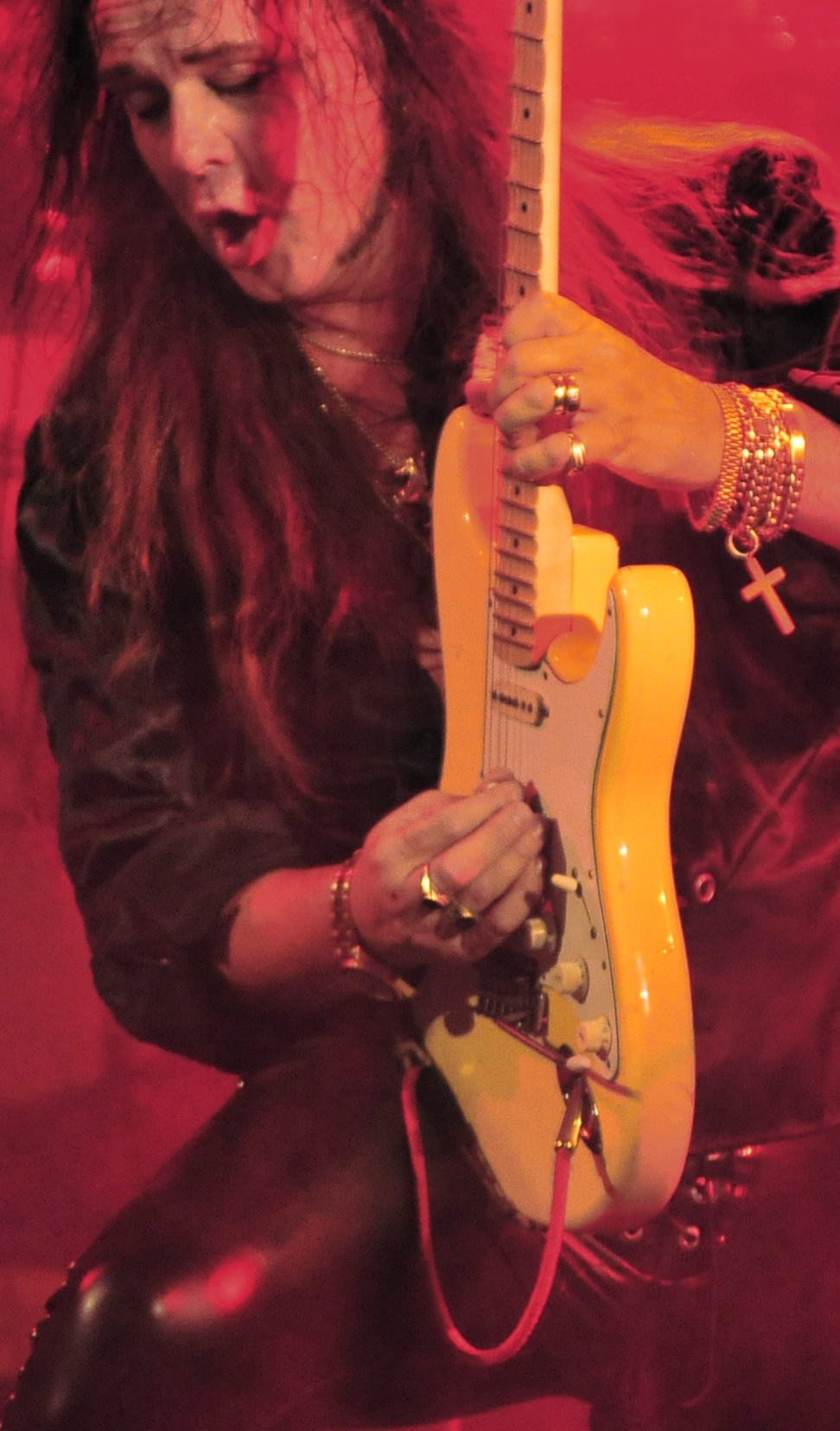
Yngwie Malmsteen, uno de los principales exponentes del metal neoclásico.

A mediados de los ochenta el volumen era tan importante como el espectáculo mismo para algunos grupos como Accept, Motörhead y Manowar. Incluso estos últimos ingresaron al Libro Guinness de los récords en 1984 como la «banda más ruidosa del mundo». Sin embargo, y diez años más tarde, rompieron su propio récord ya que durante una presentación en vivo en Hannover, tocaron a 129.5 decibelios generados por diez toneladas de amplificadores. Aun así, el récord no fue registrado en el libro Guinness luego que retiraron dicha categoría afirmando que no alentarán los daños auditivos.

## Relación con la música clásica
Desde un principio el heavy metal ha tenido una fuerte relación con la música clásica, que de acuerdo con el musicólogo Robert Walser; «es la mayor influencia para el género desde sus primeros años». Él argumenta que los guitarristas son los más influenciados y que la adaptación y apropiación de la música clásica desarrolló el virtuosismo de dichos músicos. En un artículo escrito para Grove Music Online, Walser menciona; «...los años ochenta trajeron una adaptación generalizada de las prácticas de acordes de los modelos europeos del siglo XVIII, especialmente de Johann Sebastian Bach y de Antonio Vivaldi». Por su parte, Kurt Bachmann de la banda Believer opina que; «la música clásica y el metal son probablemente los géneros que tiene más en común en cuanto a sentimiento, textura y creatividad».
El guitarrista Ritchie Blackmore de Deep Purple se ha considerado como el primer interlocutor entre la música clásica y el heavy metal siendo Concerto for Group and Orchestra de dicha banda, la primera producción que unió una orquesta y un grupo de rock. Posteriormente Jason Becker, Uli Jon Roth, Marty Friedman, Vinnie Moore, Randy Rhoads e Yngwie Malmsteen dieron un mayor hincapié en la mezcla de ambos estilos musicales y llevaron a mediados de los ochenta a la creación definitiva del subgénero metal neoclásico. Ya a fines de los noventa y principios del siglo XXI, diversos grupos han retomado la relación de su música con orquestas sinfónicas (comúnmente conocida como metal sinfónico) para producciones de estudio o conciertos en vivo como es el caso de Rage, Scorpions, Metallica, entre otros.

## Temas y controversia

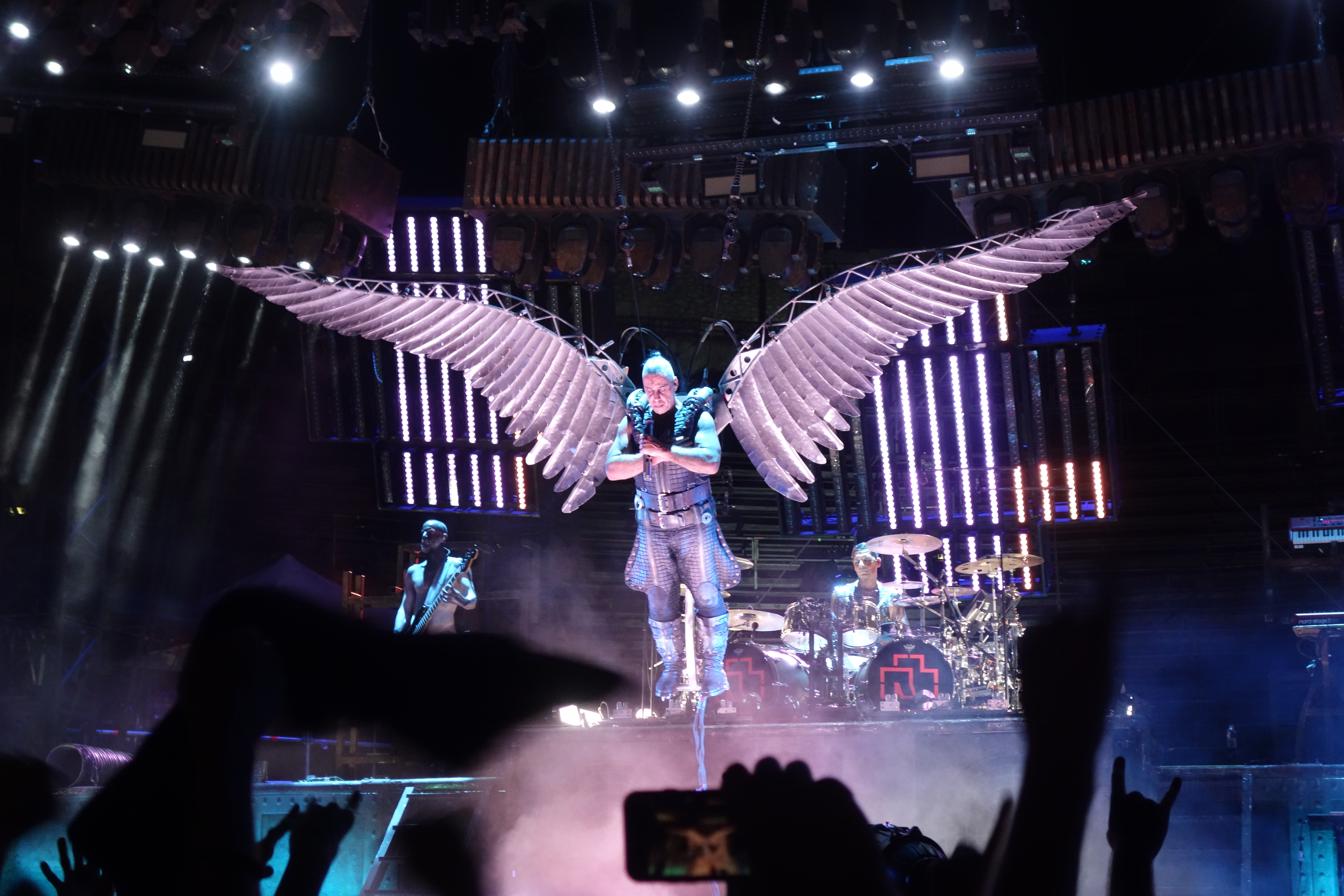
Rammstein es uno de los grupos que han causado más polémica a nivel mundial por sus letras y su imagen. Suelen tocar tabúes y temas controvertidos como el sadomasoquismo, incesto, incorrección política, violación, el abuso sexual por parte del clero, necrofilia, canibalismo y los símbolos religiosos.

El contenido temático del heavy metal ha sido durante mucho tiempo un objeto de críticas, cuyas opiniones van de que solo son temas juveniles y banales a que son defensores del ocultismo, el fascismo, el nihilismo, el militarismo y de la misoginia. Según los críticos David Hatch y Stephen Millward las bandas del metal han concentrado sus letras «en la materia oscura y deprimente, en una medida sin precedentes hasta ahora para cualquier forma de música popular». De acuerdo con ellos el disco Paranoid de Black Sabbath sería el precursor de las letras oscuras, cuyas líricas van desde el trauma personal en «Paranoid» y «Fairies Wear Boots» a temas de guerras como en «War Pigs».
Cabe mencionar que los temas que se tratan en las canciones dependen exclusivamente de las bandas y del subgénero que se interpreta. Durante los años setenta agrupaciones como los mencionados Black Sabbath, Rainbow, Blue Öyster Cult, Judas Priest y Scorpions, entre otros, emplearon en varias de sus canciones temas como el ocultismo, violencia, sexo, muerte, religión, política y crítica social, fantasía, alcoholismo, drogadicción y el amor. Con la llegada de los ochenta y con la creación de los respectivos subgéneros, dichos conceptos fueron abordados con mayor especificación como es el caso del metal extremo (violación, aniquilación, guerra, suicidio, corrupción política, e inquisición, etc), el glam metal (sexo, orgías, fiestas, drogas y prostitución) y en la Nueva ola del heavy metal británico (velocidad, motocicletas, mitología y ciencia ficción). En las décadas de los noventa y los dos mil el nu metal y el metal Industrial también tratarían sobre angustia existencial, maltrato infantil, codicia corporativa, sensacionalismo en los medios y las consecuencias del mal uso de la alta tecnología.
A pesar de la diversidad de conceptos que tratan las bandas, estas no estuvieron ausentes de problemas legales y políticos. Durante la década de los ochenta el organismo Parents Music Resource Center pidió al Congreso de los Estados Unidos regular los contenidos de la industria musical, en especial las canciones de heavy metal. Además, crearon la lista Filthy Fifteen, las quince asquerosas en español, que eran canciones que según ellos debían ser censuradas y de las cuales nueve son de agrupaciones del género, entre ellas «Possessed» de Venom e «Into the Coven» de Mercyful Fate. Este incidente dio origen a la creación de las famosas etiquetas «Parental Advisory». Un caso posterior es el enfrentamiento entre la organización política Antifa y varios grupos de black metal que han sido acusados de fascistas. Otros casos que tuvieron impacto mediático fueron las participaciones en el Asalto al Capitolio de los Estados Unidos de 2021 por parte de los músicos Jon Schaffer y David Gunn que terminaron en el arresto del primero. Esto causó controversia y oposiciones por parte de otros músicos y bandas del género. Un caso más con impacto mediático fue la respuesta hacia la invasión rusa de Ucrania por parte de varias bandas e intérpretes del género cuya expresión de solidaridad hacia Ucrania y condena de las acciones de Rusia ha polarizado a la comunidad del heavy metal debido a la desinformación relativa al conflicto y su cobertura mediática envuelta en controversias. También se pueden mencionar otros casos como el apoyo de Dee Snider a la libertad de expresión, Las acusaciones hacia Marilyn Manson referentes a la Masacre de la Escuela Secundaria de Columbine y posteriores acusaciones de abuso sexual, las protestas de la banda Rage Against the Machine, y el inicio de una gira en el año 2015 de la banda System of a Down en memoria del genocidio armenio.
Por último, en algunos países el heavy metal ha sido declarado como una amenaza a los valores tradicionales de la religión o la ideología gubernamental. En ciertos estados como Marruecos, Egipto, Líbano, Irán, Cuba, China, Corea del Norte, y Malasia, se han dado casos de músicos y seguidores del género que han sido arrestados y encarcelados por tratar, o según sus legislaciones «defender», los temas ya mencionados. En algunos de estos países, sus autoridades han comenzado a relajar su censura y restricciones hacia el género.

## Elheavy metalcomo subcultura
La doctora Weinstein argumenta que el heavy metal ha sobrevivido a muchos otros géneros del rock, en gran parte debido a la aparición de una extensa subcultura mayormente masculina. En sus propias palabras: «Esta es solo tolerante con los que siguen sus códigos de vestimenta, apariencia y de comportamiento», además; «no solo se fortalece con ir a un concierto y compartir ciertos elementos en la moda, sino también revistas de metal y últimamente páginas webs». A su vez define que la escena del heavy metal establece su propio código de autenticidad, que pone varias exigencias a los artistas: «Deben estar completamente dedicados a su música y leal a la subcultura que los soporta, deben ser desinteresados en las radios o el llamado mainstream y nunca deben venderse». Además y para algunos aficionados se suma la oposición a la autoridad establecida y la separación del resto de la sociedad.
Para el músico y cineasta Rob Zombie afirma que el metal es «música de afuera para niños de afuera». Por su parte, algunos estudiosos del tema afirman que: «Existe una tendencia de parte de los fanáticos de clasificar y rechazar algunos artistas, y en ciertos casos a otros seguidores. También es propia de los fanáticos de considerar poseros a los que pretenden ser parte de la subcultura, pero que carecen de autenticidad y sinceridad».

### Apariencia e imagen

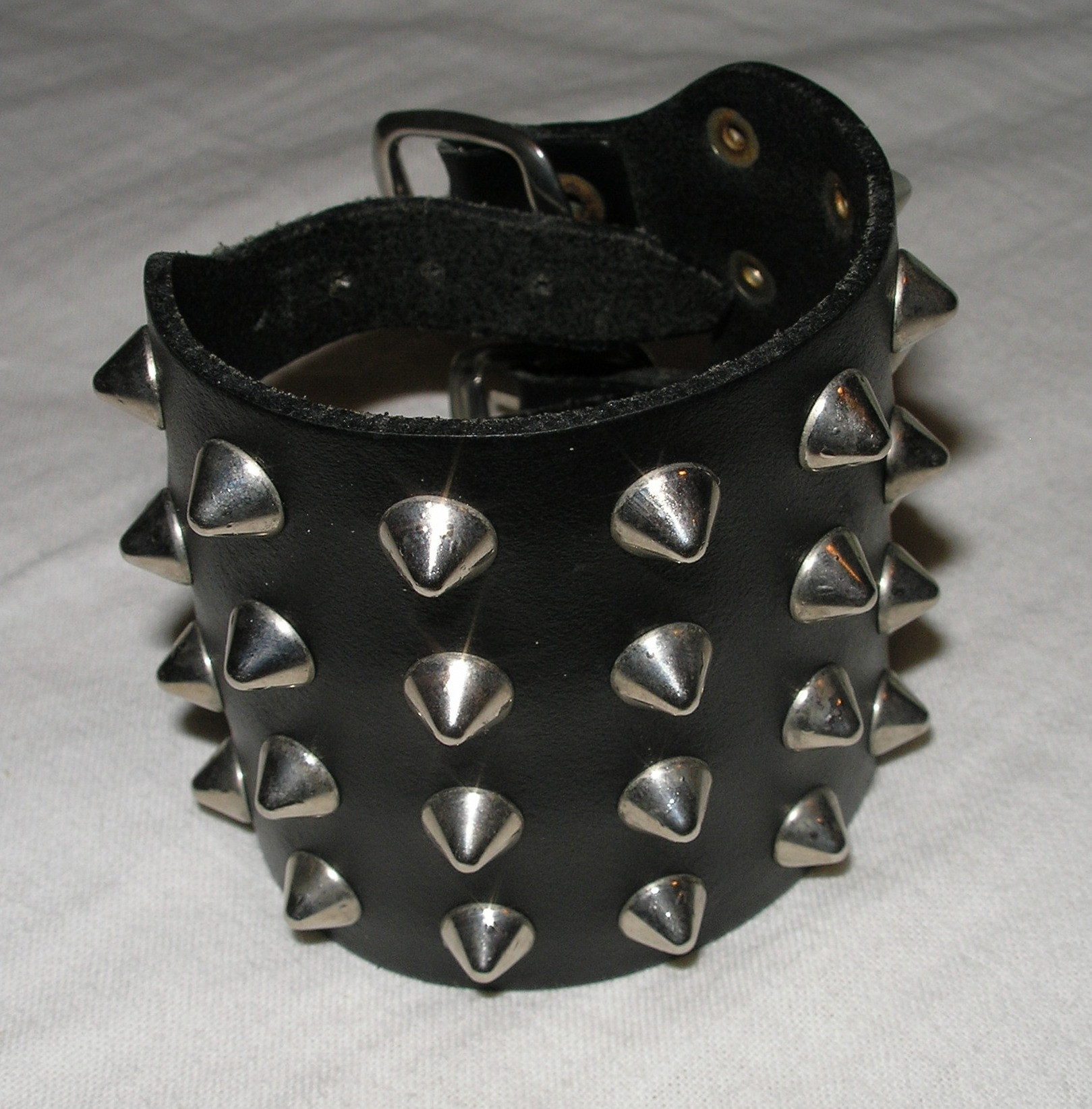
Muñequera con pinchos.

La imagen y la apariencia juega un papel importante para algunos artistas, que incluso van de la mano con las letras y el sonido. Dicha imagen se expresa en las carátulas de los discos, logotipos, escenografías, vestuario y en los vídeos musicales.
Un rasgo característico tanto en los artistas como en los fanáticos —aunque no en todos los casos— es el pelo largo que según Weinstein es la «característica distinguida más crucial de la moda metal». Adoptado originalmente de la subcultura hippie, el cabello de los metaleros por los años ochenta y noventa «simbolizaba el odio, la angustia y el desencanto por el sistema de una generación que no parece sentirse en casa», según el periodista Nader Raham. Además, Raham comenta que el pelo largo dio a la comunidad metal «el poder que ellos necesitaban para rebelarse contra nada en general».
El uniforme clásico de los seguidores a grandes rasgos consiste en pantalones jeans, camisetas negras, chaquetas de cuero o jeans, chaleco de parches y botas militares. Por su parte, las camisetas son generalmente estampadas con los logos u otra representación visual de las bandas favoritas. Además, pueden incluir cadenas, pinchos metálicos, cráneos, cruces y cuero. En los años ochenta una variedad de fuentes, desde la música punk y gótica a las películas de terror, han influenciado ese aspecto superficial o visual del metal.
La primera banda importante en vestirse de cuero fueron Judas Priest cuando en 1978 sus integrantes K.K. Downing y Rob Halford comenzaron a vestirse de esa manera en varios de sus conciertos.
También y en la década de los setenta muchos artistas comenzaron a utilizar instrumentos brillantes, coloridos y con formas peculiares para realzar sus puestas en escena. Dicho estilo fue muy importante para las bandas del glam metal, que tenían pelos largos y teñidos con un aspecto agresivo y que dio origen al llamado hair metal. Además poseían ropa llamativa, incluyendo camisas y chalecos de leopardo pegadas a la piel, botas de vaqueros apretados, pantalones de spandex o cuero y accesorios tales como cintas y joyas. De igual manera el maquillaje era importante y que consistía en delineadores de ojos y lápices labiales. Por su parte, en Japón e influenciados por la banda X Japan, surgió el movimiento llamado visual kei que incluye muchas bandas que no necesariamente son metaleras y que dan importancia a elaborados trajes, estilos de cabello y maquillaje.

### Gestos físicos

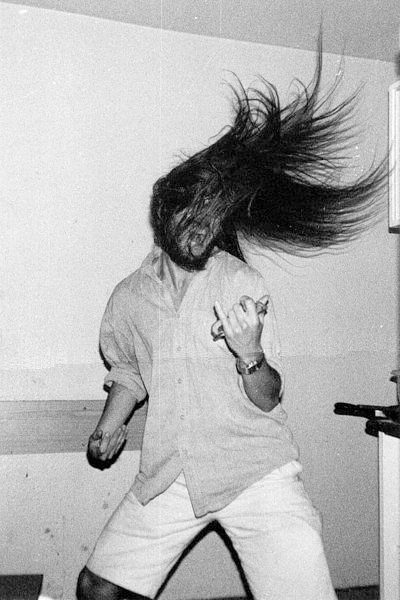
Headbanger.

Dentro de la subcultura del heavy metal, el metalero, heavies u originalmente denominados metalheads han creado ciertas posturas físicas que van en apoyo de la vestimenta, carácter y jerga. Uno de ellos es el headbanging, que es agitar la cabeza al ritmo de la música y que es enfatizado por el pelo largo, y que fue creada por varios músicos en las presentaciones en vivo.
Otro de los gestos típicos es la mano cornuta o también llamada la «mano del diablo», que consiste en empuñar la mano, pero manteniendo los dedos índice y meñique estirados. Uno de los primeros en enfatizar esta postura fue el vocalista Ronnie James Dio, principalmente mientras estaba en Black Sabbath y luego en Dio. Según él es una seña popular de un pueblo italiano donde vivía su abuela, a la cual llamaban malocchio y que servía para ahuyentar a los malos espíritus. Dicho gesto también se le atribuye al bajista Gene Simmons de Kiss, que la realizó en la portada del álbum Love Gun de 1977, pero que se diferencia con la anterior por tener el pulgar también estirado.
Es muy popular entre los fanáticos el air guitar, que consiste en simular tocar una guitarra tanto en los conciertos como cuando se escucha un disco en la casa.

## Historia

### Antecedentes: fines de los 50 y mediados de los años 60
La manera de tocar la guitarra en cuanto a power chord y riff provino de la década de los cincuenta, principalmente de guitarristas del blues eléctrico y del memphis blues como Joe Hill Louis, Willie Johnson y en especial de Pat Hare. Este último interpretó una de las primeras distorsiones en el power chord, en la canción «Cotton Crop Blues» del vocalista estadounidense James Cotton y que data de 1954. Ya a fines de los cincuenta y principios de los sesenta las canciones «Rumble» de Link Wray (1958), «Let's Go Trippin'» (1961) y «Misirlou» (1962) del guitarrista Dick Dale, y el cover de «Louie Louie» realizado por The Kingsmen (1963) son consideradas como el estándar del garage rock y con ello una influencia temprana del heavy metal.
Sin embargo, la influencia directa del género provino del blues y que tuvo una gran repercusión en las bandas británicas de mediados de los sesenta. Agrupaciones como The Rolling Stones y The Yardbirds desarrollaron el blues rock con temas clásicos del blues, pero con un tempo acelerado. Como consecuencia de este experimento musical las bandas británicas desarrollaron un nuevo estilo de guitarras distorsionadas y fuertes, y que se convertiría en una de las características del género. Dentro de este nuevo sonido la canción «You Really Got Me» de The Kinks (1964) jugó un papel importante.
El emergente sonido distorsionado de guitarras fue facilitado por la nueva generación de amplificadores y pedales de efectos como el fuzz tone, con el que experimentaron guitarristas como Dave Davies (The Kinks), Pete Townshend (The Who) Jimmy Page y Jeff Beck (The Yardbirds). Por su parte, los estilos de batería del blues rock, basados en patrones pequeños y simples, fueron sustituidos por una técnica más compleja y sonora para poder equipararse con el volumen de las guitarras amplificadas. De manera similar, los vocalistas modificaron su técnica e incrementaron su dependencia con la amplificación, a menudo consiguiendo voces más estilizadas y dramáticas.
La combinación de blues rock con el rock psicodélico formó en gran parte la base original del heavy metal. Una de las bandas más importantes en fusionar estos géneros fueron los británicos Cream, quienes ejemplificaron el concepto de power trio que posteriormente se convertiría en habitual dentro del metal. Por su parte, sus dos primeros discos; Fresh Cream de 1966 y Disraeli Gears de 1967, son vistos como prototipos esenciales del futuro género. De igual manera el álbum debut de The Jimi Hendrix Experience, Are You Experienced (1967), también logró una gran influencia principalmente por la técnica de Hendrix y por su canción «Purple Haze», que para ciertos críticos es identificada como el primer hit del heavy metal.

### Elmetala finales de los sesenta y comienzos de los setenta
Hasta el día de hoy no existe un consenso claro de parte de los críticos, para definir cual fue la primera banda del heavy metal. Muchos de los críticos estadounidenses dan su apoyo a Led Zeppelin, mientras que los comentaristas británicos dan crédito a Black Sabbath y Deep Purple. También y en otros casos se nombran a Iron Butterfly, Steppenwolf, Vanilla Fudge o Blue Cheer como los pioneros del género.
En lo que sí llegan a coincidir es que en 1968 el sonido que se llamaría heavy metal empezó a crearse. En enero de ese año los estadounidenses Blue Cheer publicaron su sencillo «Summertime Blues» —cover de Eddie Cochran— que se extrajo de su álbum debut Vincebus Eruptum y que es considerado uno de los primeros registros de heavy metal. Seis meses después Steppenwolf debutó con su álbum homónimo y que incluyó el sencillo «Born to Be Wild» que hace alusión a las motocicletas con el término «heavy metal thunder». Ya en junio Iron Butterfly lanzó el disco In-A-Gadda-Da-Vida que contenía el éxito del mismo nombre y que también se postuló como una de las primeras grabaciones del género.
Otras producciones que se consideran como proto-heavy metal, se encuentra el álbum Truth de The Jeff Beck Group publicado en agosto de 1968, la canción «Helter Skelter» de The Beatles y que salió a la venta en noviembre, y las canciones «I See You» y «Old Man Going» del disco S.F. Sorrow de los británicos The Pretty Things, publicado en diciembre del mismo año. Además, algunos críticos han considerado que las bandas MC5 y The Stooges influyeron directa y principalmente en la distorsión del sonido de las posteriores agrupaciones de punk y más tarde al heavy metal. Por último, algunos grupos ajenos al futuro género musical, endurecieron su sonido en ciertas canciones como es el caso de «Ibiza Bar» y «The Nile Song» de Pink Floyd consideradas como las canciones más pesadas que el grupo alguna vez creó. También el tema «21st Century Schizoid Man» de King Crimson fue tildado como proto-heavy metal.
Para 1969 Led Zeppelin debutó con su álbum homónimo que incluyó dos aspectos cruciales para el emergente género; guitarras fuertes y distorsionadas por parte de Jimmy Page y una voz dramática y con grandes agudos de parte de Robert Plant. A su vez y a fines de ese año Ian Gillan y Ritchie Blackmore renovaron el sonido de Deep Purple, dejando atrás la experimentación de estilos de sus primeros años para asimilar completamente el hard rock y en buena medida el heavy metal lo cual plasmaron en su álbum In Rock. A principios de 1970, Black Sabbath debutó con su álbum homónimo, cuyas canciones estaban cargadas de letras oscuras. Asimismo, el guitarrista Tony Iommi, luego de sufrir un accidente en su trabajo que le significó perder la punta de sus dedos corazón y anular de la mano derecha, adaptó unas prótesis de goma en sus dedos y bajó la afinación de la guitarra con el fin de que las cuerdas quedaran menos tensas para no provocarle dolor. De esta manera, creó la tonalidad característica del género (C♯).
Aun así, algunos críticos han considerado que en 1970 se dio un principal desarrollo a este nuevo género musical, principalmente por las producciones Black Sabbath y Paranoid de Black Sabbath e In Rock de Deep Purple. En ese mismo año dos bandas británicas debutaron pero con un sonido diferente al que posteriormente se hicieron conocidos; Uriah Heep con Very 'eavy... Very 'umble y UFO con UFO 1. Por su parte, Wishbone Ash hicieron su debut con su disco homónimo que contenía las primeras twin-guitars. Cabe mencionar que las letras oscuras de Black Sabbath y Uriah Heep fueron muy importantes para el desarrollo del metal, a tal punto que Led Zeppelin asimiló dichos elementos en su cuarto álbum lanzado en 1971. Estas mismas líricas oscuras fueron fundamentales también para el debut de Budgie en 1971, quienes fueron uno de los primeros grupos de heavy metal en nacer como power trio.
Por su parte, los estadounidenses Bloodrock publicaron su disco homónimo en marzo del mismo año y que incluyó riff de metal, letras sádicas y macabras, y voces bruscas. En diciembre Sir Lord Baltimore iniciaron su carrera con Kingdom Come, considerado como punto clave para el posterior progreso del metal realizado en los Estados Unidos. Otras bandas estadounidenses que se identificaron con el metal emergente fueron Blue Öyster Cult (1972), Aerosmith (1973) y Kiss (1974) que en su momento fue considerada la banda más extrema de rock. Mientras que desde Alemania salieron los exponentes Lucifer's Friend (1970) y Scorpions con Lonesome Crow de 1972. También otros grupos se identificaron con el recién creado heavy metal, a pesar de poseer más características del hard rock y del rock progresivo como es el caso Queen con su producción homónima de 1973, los irlandeses Thin Lizzy (1971), los escoceses Nazareth (1971) y los australianos AC/DC con High Voltage de 1975.
Mención aparte es para los británicos Judas Priest que debutaron en 1974 con Rocka Rolla, y que de acuerdo con Christe: «...unificaron y amplificaron los duelos de guitarras de Thin Lizzy, la puesta en escena de Alice Cooper y las voces dramáticas de Queen. Por primera vez, el heavy metal se convirtió en un verdadero género en sí mismo».

### Elheavy metala mediados de los años setenta

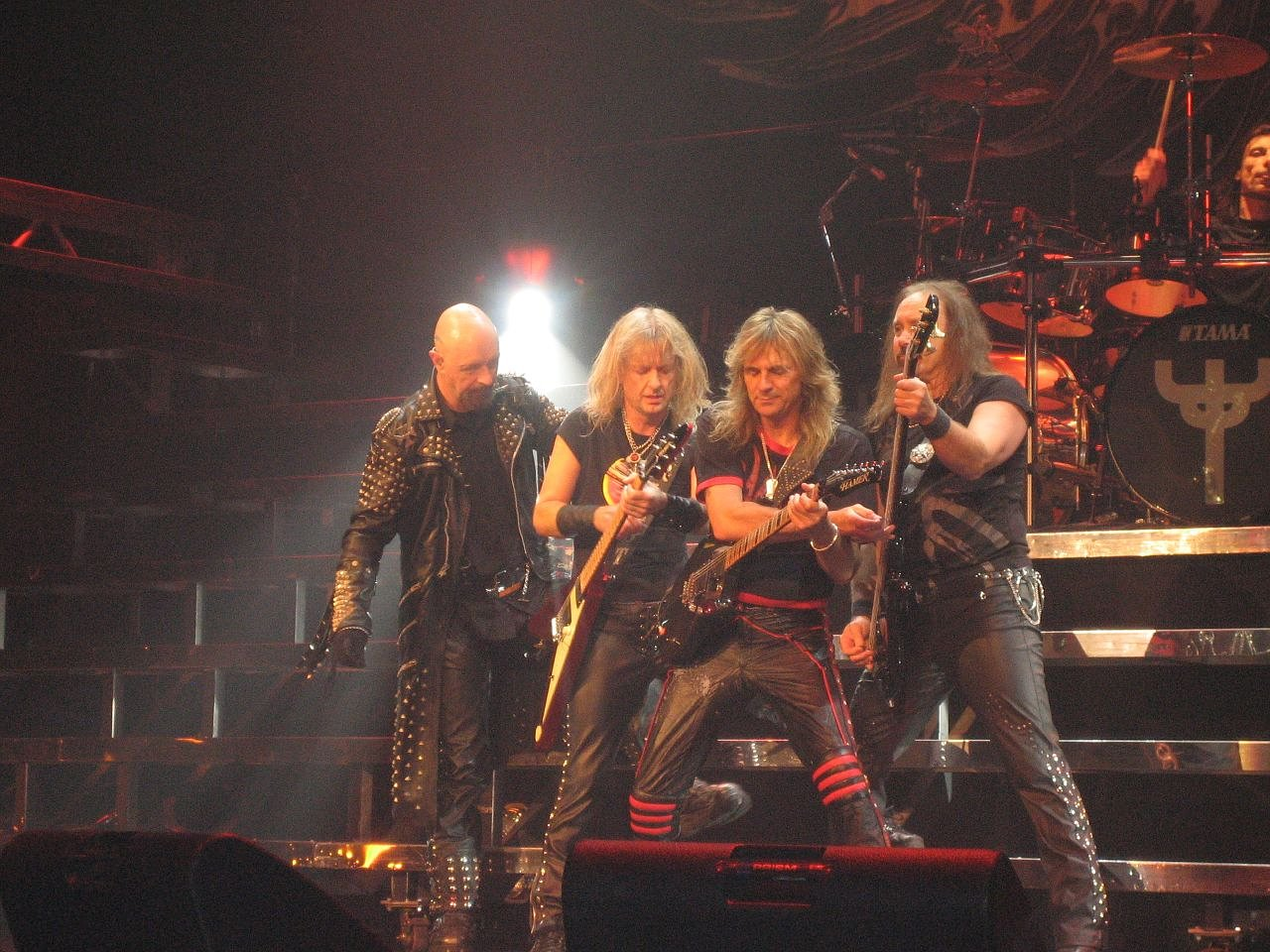
Judas Priest, una de las bandas más representativas del heavy metal.

Durante los primeros años de la segunda mitad de los setenta, la popularidad del metal continuaba en alto en varios países anglosajones, europeos y en Japón. A su vez, aparecieron nuevas agrupaciones como Motörhead y Rainbow, este último formado luego de la salida de Ritchie Blackmore de Deep Purple. Para el crítico Steve Huey de Allmusic considera que 1976 es el año crucial para la evolución del género gracias a los discos Rising de Rainbow, Virgin Killer de Scorpions y Sad Wings of Destiny de Judas Priest.
Las diversas agrupaciones continuaron agregando nuevos atributos al género como es el caso de Judas Priest con Sin After Sin de 1977, que introdujo la combinación del doble bombo con ritmos rápidos en semicorchea de bajo y guitarra, que llegó a definir el género.También dicha banda junto a Motörhead, UFO, Scorpions y Rainbow aceleraron el tempo de sus canciones dando paso al speed metal. Por último, las giras de conciertos eran cada vez más extensas y las presentaciones como tal eran cada vez más elaboradas.
Durante esos años nuevos grupos comenzaron a aparecer en la escena underground del Reino Unido como Iron Maiden, Saxon, Def Leppard y Diamond Head, entre muchas más. Estas influenciadas por la mezcla de heavy metal tradicional y la velocidad de punk dieron paso a la llamada Nueva ola del heavy metal británico. Por su parte, en los Estados Unidos surgieron bandas como Van Halen, Dokken y Quiet Riot que en la década posterior obtendrían un gran éxito en los mercados mundiales.
Sin embargo, durante los últimos años de la década varias bandas clásicas se separaron o realizaron un hiato como Blue Cheer, Steppenwolf o Deep Purple por mencionar algunos. Además, las ventas del metal disminuyeron drásticamente por el auge del punk rock, la música disco y el rock más comercial.

### Los años ochenta y el éxito comercial

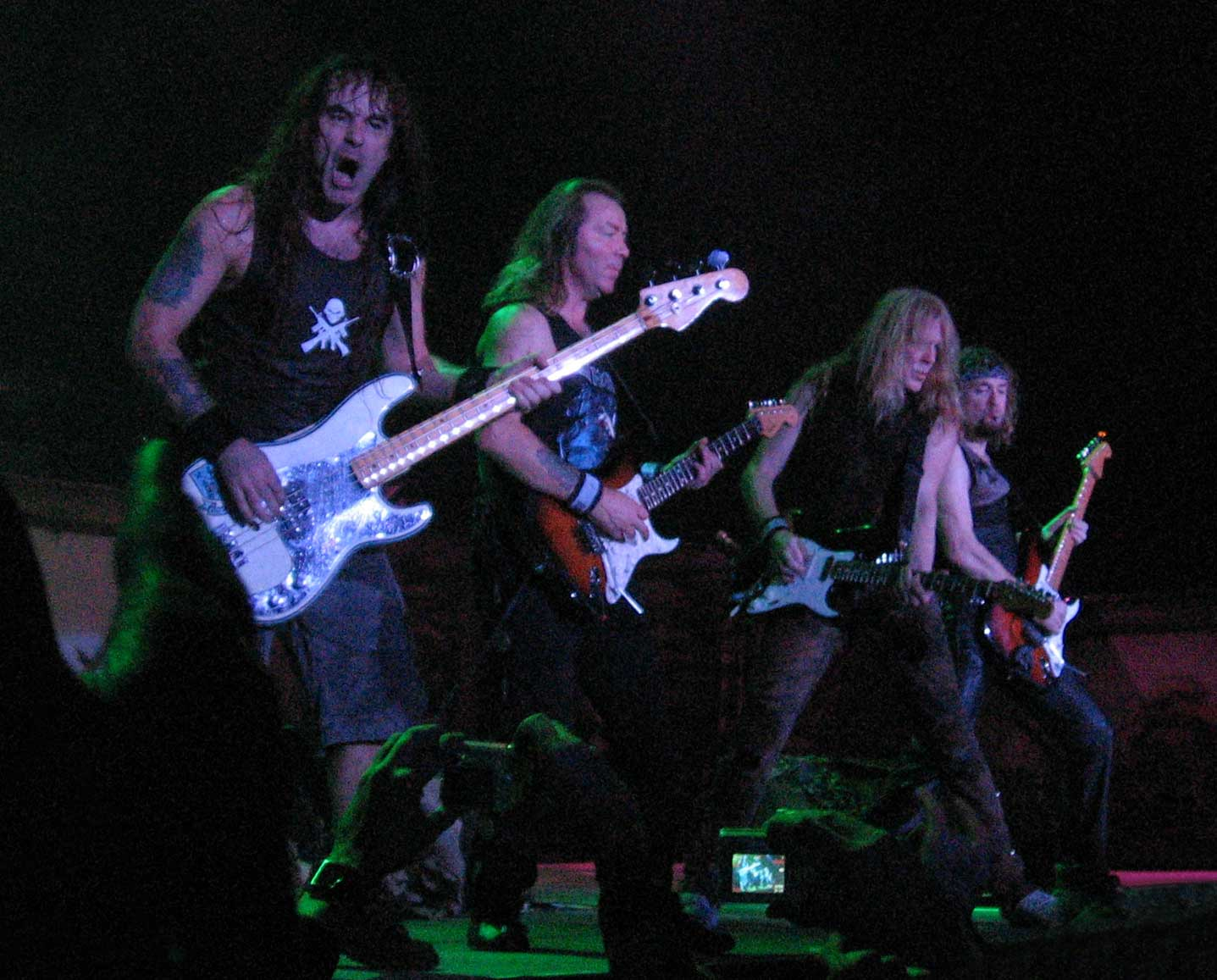
Iron Maiden, la banda a la cabeza de la Nueva ola del heavy metal británico.

Durante la década de los ochenta la popularidad del metal retornó a los principales mercados del mundo, estableciendo un éxito comercial hasta ese entonces nunca antes visto. Por un lado, esta nueva oleada de agrupaciones británicas posicionaron al género en los top diez de las listas inglesas con discos como el homónimo de Iron Maiden y Wheels of Steel de Saxon, como también por Heaven and Hell de Black Sabbath, Ace of Spades de Motörhead y British Steel de Judas Priest. Incluso el directo No Sleep 'til Hammersmith de Motörhead llegó hasta el primer puesto en los UK Albums Chart, convirtiéndose en el primer álbum del género en lograr el top 1 en dicha lista.
Esta popularidad también ayudó a otros artistas musicales como Michael Schenker Group, Gary Moore, Ozzy Osbourne y Gillan a situarse en los primeros puestos en varias listas europeas. Con un éxito menor en ventas pero no por ello menos importante grupos como Diamond Head, Venom, Praying Mantis, Angel Witch o Blitzkrieg tuvieron una importante influencia en el desarrollo del heavy metal posterior.
Aun así la escena británica no fue la única en popularizar el heavy metal, ya que desde principios y mediados de los setenta el género ganó una enorme atención en Alemania. Tanto Scorpions como Lucifer's Friend elaboraron el hard rock/heavy metal alemán, que más tarde continuaron desarrollando Accept, Running Wild, Axel Rudi Pell, Grave Digger y Warlock. Por su parte, en los Estados Unidos surgió una nueva ola de bandas más underground y en contraposición al glam metal como Manilla Road, Alcatrazz y Manowar. Estos últimos dieron a partir de sus letras un enfoque filosófico al significado del metal y al orgullo de ser metalero, bajo la consigna de que el heavy metal nunca morirá. Sin embargo, estos no serían los únicos países en desarrollar el metal, ya que desde España surgieron Barón Rojo, Obús, Ángeles del Infierno y Los Suaves, y también desde Argentina aparecieron los primeros grupos de Sudamérica como Riff y V8. Por su parte, desde Suiza aparecería Krokus y desde Suecia, Europe.
Entre 1983 y 1984 las ventas de las bandas del heavy metal aumentaron de un 8% a un 20% de entre todos los discos comercializados en los Estados Unidos. Esta alza también se reflejó en varios países europeos y Japón, y que se vio apoyado por los medios de comunicación entre ellos la naciente MTV y las revistas profesionales Metal Hammer y Kerrang!. En 1985 la revista Billboard declaró: «...el metal ha ampliado su audiencia; la música metal ya no es dominio exclusivo de los adolescentes varones. Dicha audiencia va desde mujeres (universitarias), pre-adolescentes y más». Además, el género fue apoyado por la aparición de grandes festivales como el Monsters of Rock, Rock in Rio y sobre todo por el US Festival de 1983, que durante el día del heavy metal donde tocaron Van Halen, Scorpions, Judas Priest, Ozzy Osbourne, Mötley Crüe, Triumph y Quiet Riot reunió a más de 375 000 personas, convirtiéndose en el día más concurrido de todo el certamen.

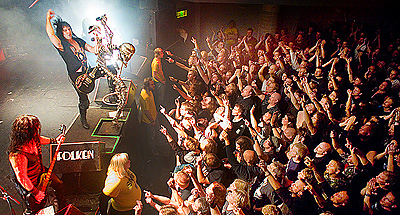
W.A.S.P.

La década también vio el auge y la caída de uno de los subgéneros más controversiales, el glam metal, que tuvo su origen en la costa oeste de los Estados Unidos específicamente en los clubes y bares del Sunset Strip en Los Ángeles. Esta nueva oleada de bandas estaban inspiradas en el heavy metal tradicional, el hard rock de Van Halen, Def Leppard, Alice Cooper, Kiss y Aerosmith, pero principalmente en la estética visual del glam rock de los setenta.
Los primeros grupos comenzaron a aparecer en la escena estadounidense a principios de los ochenta como Kix (1981), Twisted Sister con Under the Blade de 1982, Mötley Crüe con Too Fast for Love de 1981, Ratt con Out of the Cellar de 1984 y W.A.S.P. con su disco homónimo de 1984. Además, estas agrupaciones poseían un estilo de vestir más glamoroso; pantalones y chaqueta de cuero frecuentemente coloridos, botas tejanas, pañuelos en la cabeza, pelo rizado y largo, y uso frecuente de maquillaje. Este nuevo estilo también recaló en España donde surgieron bandas como Sangre Azul, Bella Bestia y Niágara.
A mediados de los ochenta el glam metal dominaba las listas musicales, la música en televisión y los principales circuitos de conciertos en los Estados Unidos. Además, una gran cantidad de agrupaciones siguieron apareciendo como Poison, Cinderella, Warrant y sobre todo Bon Jovi, que gracias a su disco Slippery When Wet se convirtieron en uno de los grupos glam más vendedores de aquella década. Sin embargo, el glam lentamente comenzó su declive durante los últimos años de la década, debido a la aparición de nuevas bandas como Guns N' Roses con un sonido más cargado al hard rock de los setenta y a Jane's Addiction identificados como uno de los primeros exponentes del metal alternativo.

### Nuevos subgéneros delmetal: década de los ochenta, noventa y años 2000
Durante la década de los ochenta muchos subgéneros se desarrollaron lejos de la escena comercial y desde entonces varios han sido los intentos por clasificar este mundo del metal underground, tanto por editores de Allmusic o Rolling Stone, como también por el crítico Garry Sharpe-Young. De acuerdo con Sharpe-Young este circuito underground se divide en cinco grandes categorías; doom metal, thrash metal, death metal, power metal y black metal.

#### Doom metal

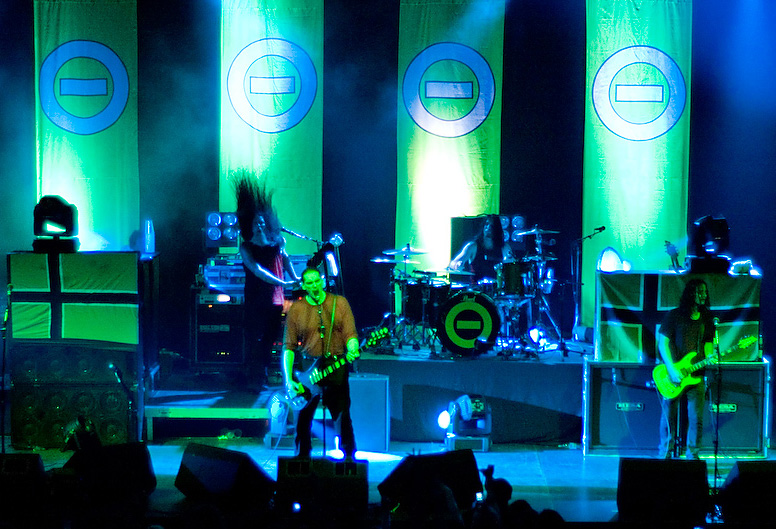
Actuación de la banda estadounidense Type O Negative.

Emergió a mediados de los ochenta con las agrupaciones estadounidenses Saint Vitus, The Obsessed y Trouble, y por los suecos Candlemass. Este movimiento a diferencia de los otros subgéneros utiliza tempos más lentos y con líricas influenciadas en los primeros trabajos de Black Sabbath. A simples rasgos el doom acentúa la melodía utilizando ritmos melancólicos y un estado de ánimo más decaído en relación con las otras variedades de metal. Además, y derivados de estas cualidades, surgió a finales de la década el sludge metal, que mezcla el doom con el hardcore punk, cuyas bandas pioneras fueron Eyehategod y Crowbar.
Según la crítica, en 1991 comienza una nueva ola de doom metal con la aparición del disco debut Forest of Equilibrium de los ingleses Cathedral. En ese mismo período también apareció el estilo death/doom de bandas británicas como Paradise Lost, My Dying Bride y Anathema que dio origen al metal gótico europeo, con la característica principal de los arreglos de doble vocalistas ejemplificados por los noruegos Theatre of Tragedy y Tristania y por los neoyorquinos Type O Negative.
Ya a principios de los noventa e inspirados en las primeras bandas de doom y del heavy metal tradicional, los californianos Kyuss y Sleep encabezaron el auge del stoner rock, mientras que desde Seattle la banda Earth ayudó a desarrollar el drone doom. A fines de los noventa nacieron las últimas importantes agrupaciones del género; Goatsnake con un sonido de stoner/doom y Sunn O))) quienes mezclan el doom, drone y metal dark ambient.

#### Thrash metal

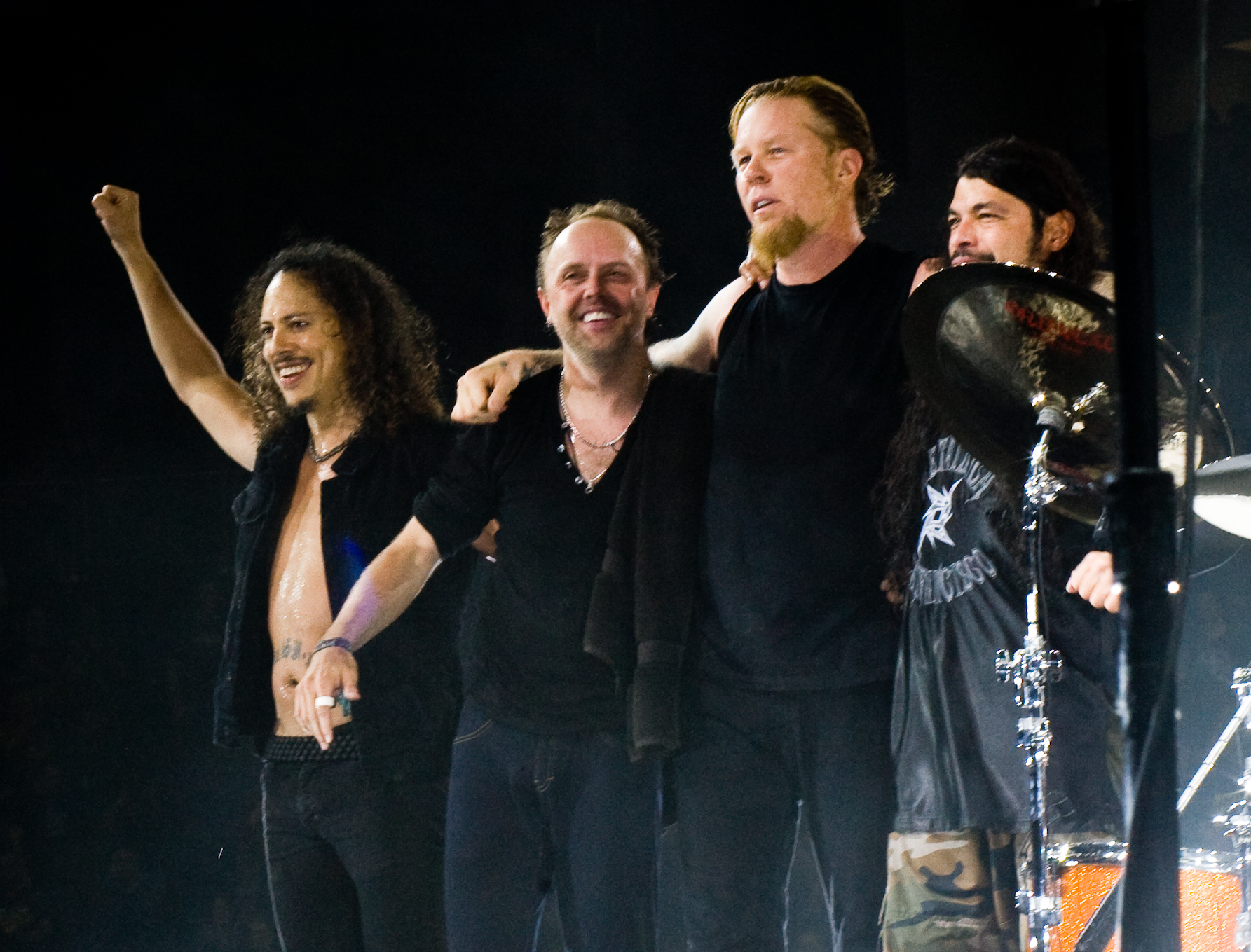
Metallica, uno de los cuatro grandes del thrash metal.

Surgió a principios de los ochenta bajo la influencia del speed metal, de la nueva ola del heavy metal británico y la energía y la agresión del hardcore punk. Este movimiento comenzó en los Estados Unidos, principalmente en la bahía de San Francisco, lo que se conoció como la Bay Area thrash metal. Su sonido se caracteriza por ser más rápido y agresivo al metal clásico y al posterior glam metal, incrementando la distorsión de las guitarras y empleando técnicas como el scratching y el shred. Por su parte, sus canciones tratan principalmente sobre temas sociales bajo un lenguaje violento y visceral.

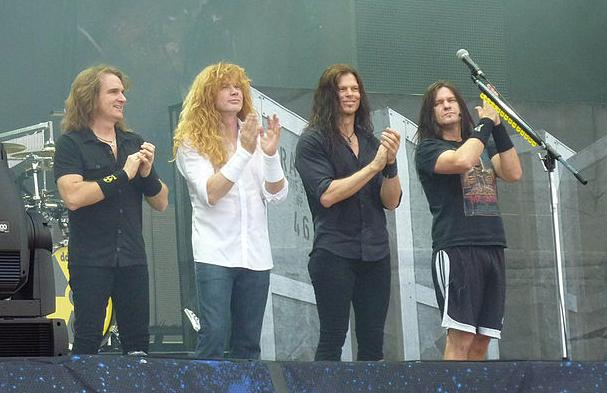
Megadeth.

Este subgénero fue popularizado por los llamados Big Four of thrash metal: Metallica, Slayer, Megadeth, y Anthrax. De igual manera desde Alemania las agrupaciones Kreator, Sodom, Destruction y Tankard jugaron un papel central al llevar este género a Europa, dando inicio así al thrash metal alemán. Aparte de Alemania y de la costa oeste de los Estados Unidos, surgieron desde Nueva Jersey, Overkill, y desde Brasil, Sepultura, que también tuvieron gran participación en el auge del género.
A pesar de que nació desde la escena underground, el thrash logró un gran éxito comercial a principios de los noventa. Artistas como Metallica y Megadeth posicionaron varios de sus discos en los primeros lugares de la lista Billboard 200 y con ventas millonarias que se vio reflejada en varias certificaciones discográficas. Con un éxito menor en ventas, las bandas Anthrax y Slayer lograron posicionar algunos de sus trabajos en los top diez en varias listas mundiales. Otras agrupaciones que lograron un éxito relativo durante aquella época fueron los ya mencionados Overkill y Sepultura, como también Testament y Exodus.
Desde la mitad de los noventa su popularidad decayó ante los cambios de sonido que muchas agrupaciones hicieron y también por el auge de nuevos sonidos como el grunge. Sin embargo, el thrash metal volvió a cobrar fuerzas a mediados de los años 2000 con la aparición de nuevos artistas como Violator, Evile, Warbringer, Municipal Waste y Suicidal Angels entre muchas otras, y por el retorno de varias de sus bandas clásicas.

#### Death metal

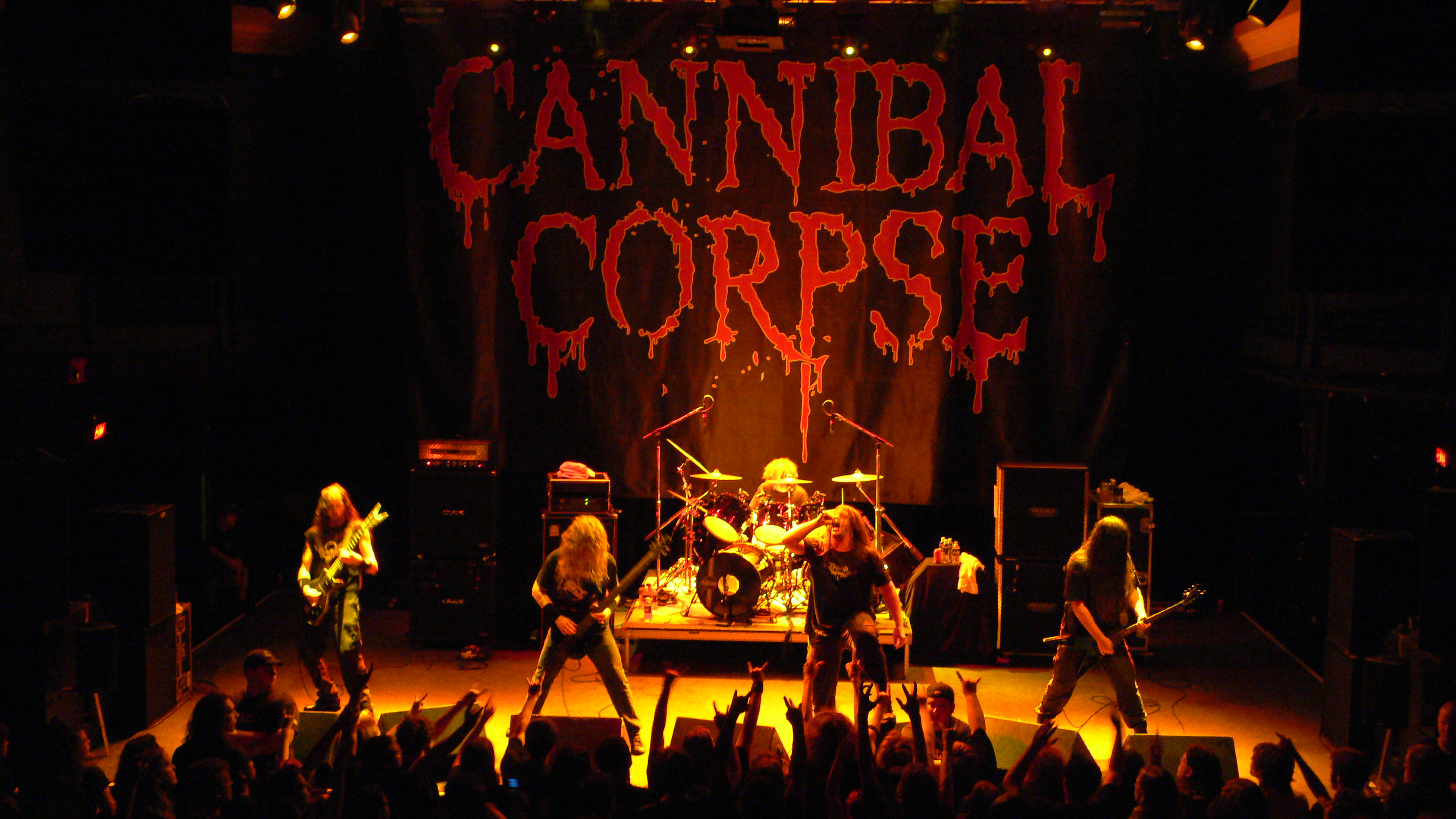
Cannibal Corpse en un concierto.

Este movimiento extremo surgió a mediados de los ochenta derivado de la evolución del thrash, que de acuerdo con MTV News: «La música de Slayer fue el responsable directo del nacimiento del death metal». Nacido tanto en Norteamérica como en Europa, desde un principio enfatizó varios elementos de la blasfemia, el satanismo, la violencia y la destrucción, acompañados de una música agresiva y rápida y con cambios constantes en su tempo. Sus características principales son sus voces sombrías, profundas y rasposas —denominada voz gutural—, guitarras distorsionadas y una gran velocidad en la percusión.
Sus principales mentores son los estadounidenses Death y Possessed, considerados también como los creadores del nombre de este subgénero debido a la maqueta Death by Metal (1984) y a la canción Death Metal del disco Seven Churches (1985) respectivamente. La escena death metal se llevó a cabo en los ochenta en Florida con las bandas Death, Obituary, Morbid Angel y Deicide, mientras que en el Reino Unido fue liderada por Napalm Death, Extreme Noise Terror y Carcass. A principios de los noventa nació una nueva oleada de bandas en Escandinavia, las cuales terminaron de definir este nuevo estilo.
Por último, y durante las últimas décadas ha sufrido varias innovaciones en su sonido, que dieron paso a nuevos subgéneros y fusiones como el death metal melódico, death metal progresivo, brutal death metal, slam death metal, death n roll, deathcore y deathgrind, entre otros.

#### Black metal
Es un subgénero que al igual que el death metal deriva del thrash, por ello son muy parecidos en cuanto a agresividad, potencia y el ambiente oscuro que proyecta. Sin embargo, enfatizan la mezcla de las voces agudas, llamadas shriek, con las voces graves casi guturales, un amplio manejo del tremolo, una producción lo-fi y el uso del corpse paint. También la temática satánica es común en sus canciones, aunque muchas agrupaciones toman inspiración del antiguo paganismo generando un retorno a los valores del precristianismo. Además, numerosas bandas también mezclan sus sonidos con otros estilos como el folk, la música clásica, la música electrónica y el avant-garde.
La primera ola del black metal surgió a principios de los ochenta en Europa, liderados por los británicos Venom, los daneses Mercyful Fate, los suizos Hellhammer y Celtic Frost y por los suecos Bathory. Más tarde los noruegos Mayhem y Burzum encabezaron la segunda oleada. Por último y a principios de la década siguiente comenzaron a aparecer nuevas bandas provenientes de Alemania, Francia y Polonia.
A principios de los noventa algunos grupos de la escena black metal escandinava fueron asociados con la violencia, en especial los integrantes de Mayhem y Burzum quienes se les acusaba de quemar iglesias, lo que la prensa denominó el Inner circle. Al respecto Gaahl, exvocalista de Gorgoroth mencionó: «El black metal nunca tuvo la intención de llegar a un público... (Nosotros) teníamos un enemigo en común que era, por supuesto, el cristianismo, el socialismo y todo lo que la democracia significa». En 1993 la violencia de sus músicos llegó hasta la prensa mundial, cuando Varg Vikernes líder de Burzum asesinó al guitarrista Euronymous de Mayhem.
En 1996, cuando muchos pensaron que el género se estaba estancando, muchos grupos clave, incluidos Burzum y Beherit, evolucionaron hacia un sonido más ambiental llamado dark ambient, mientras que el black metal sinfónico fue explorado por los suecos Tiamat y los suizos Samael. Ya a fines de los noventa y principios de los 2000 las agrupaciones Cradle of Filth y Dimmu Borgir acercaron el black metal al circuito comercial.

#### Power metal

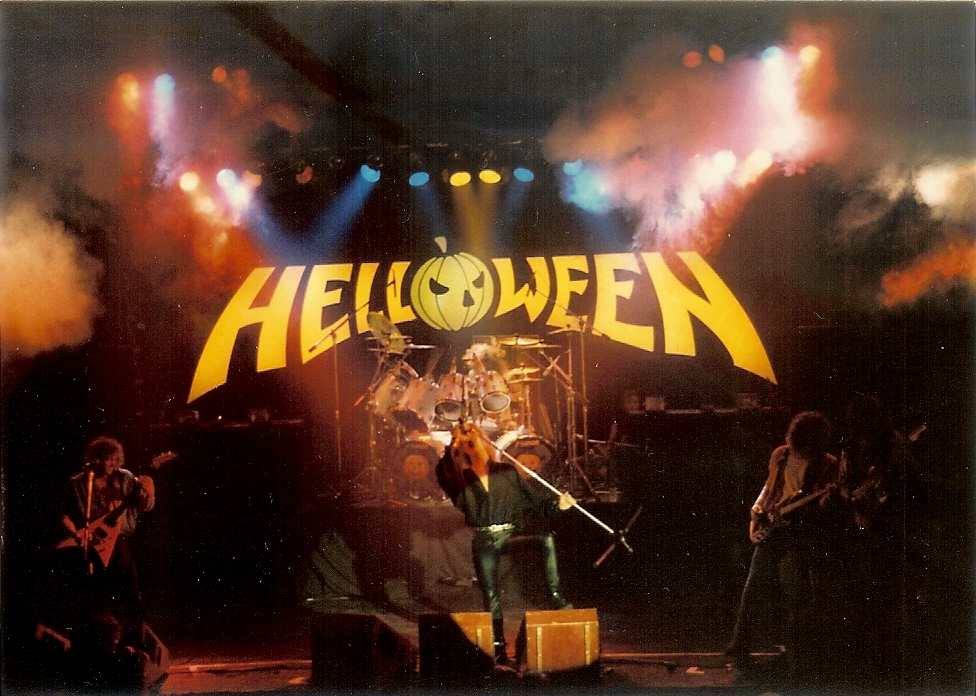
Helloween durante un concierto en 1987 con su formación clásica.

El power metal nació como una reacción a la dureza del metal extremo, siendo su influencia clave el speed metal. Su principal característica son sus letras que van desde historias y hechos medievales a la fantasía y en ocasiones a la mitología. A pesar de ser un estilo underground en Norteamérica, goza hasta el día de hoy de una gran popularidad en Europa, Japón y en Sudamérica.
Surgió a mediados de los ochenta con la aparición de la banda alemana Helloween, que estableció a partir de sus primeros álbumes una combinación de riff rápidos con el shred, un enfoque melódico y unas «voces agudas limpias» de la mano de Michael Kiske con influencias de Judas Priest y Iron Maiden. Otras bandas de la llamada primera oleada, surgida a finales de la década de los ochenta, son los alemanes Blind Guardian o Gamma Ray (una escisión del propio Helloween) y los estadounidenses Iced Earth. Muchas de estas bandas adoptaron la rapidez de la Nueva ola del heavy metal británico con las letras épicas de Rainbow y Dio. A su vez, otros grupos como los finlandeses Stratovarius y, ya en la década de los noventa, Kamelot, Nightwish, Sonata Arctica o Rhapsody of Fire comenzaron a emplear los teclados y órganos que dieron paso al power metal sinfónico.
Durante esa misma década de los noventa el movimiento generó una gran popularidad en Europa con la aparición de nuevas agrupaciones como HammerFall, Edguy, Sabaton o Dragonforce por citar algunas. Además, el subgénero llegó a los circuitos de conciertos con gran éxito en Sudamérica, de donde nacieron los brasileños Angra y los argentinos Rata Blanca.
Como muchos de los subgéneros del metal, varios grupos le otorgaron nuevos atributos que dieron paso a algunas subdivisiones. La más importante de ellas es el metal progresivo, que mezcla la rapidez del power con la complejidad compositiva del rock progresivo en especial de Rush y King Crimson. Este nuevo estilo surgió en los Estados Unidos liderado por Queensrÿche, Crimson Glory, Fates Warning y por Dream Theater.

### Los años noventa y nuevas tendencias

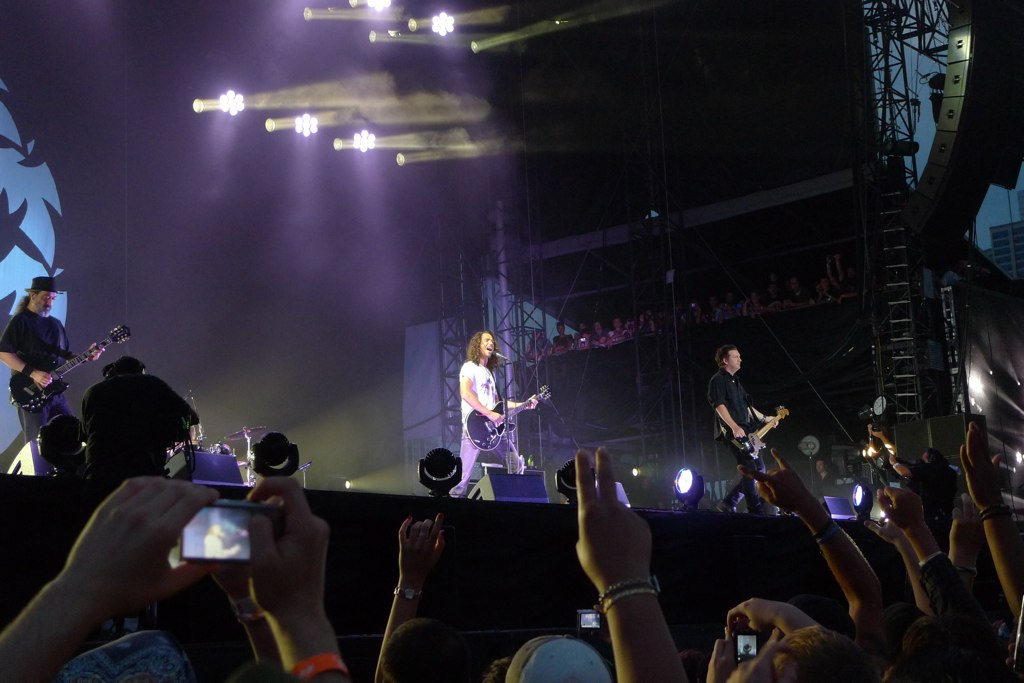
Soundgarden.

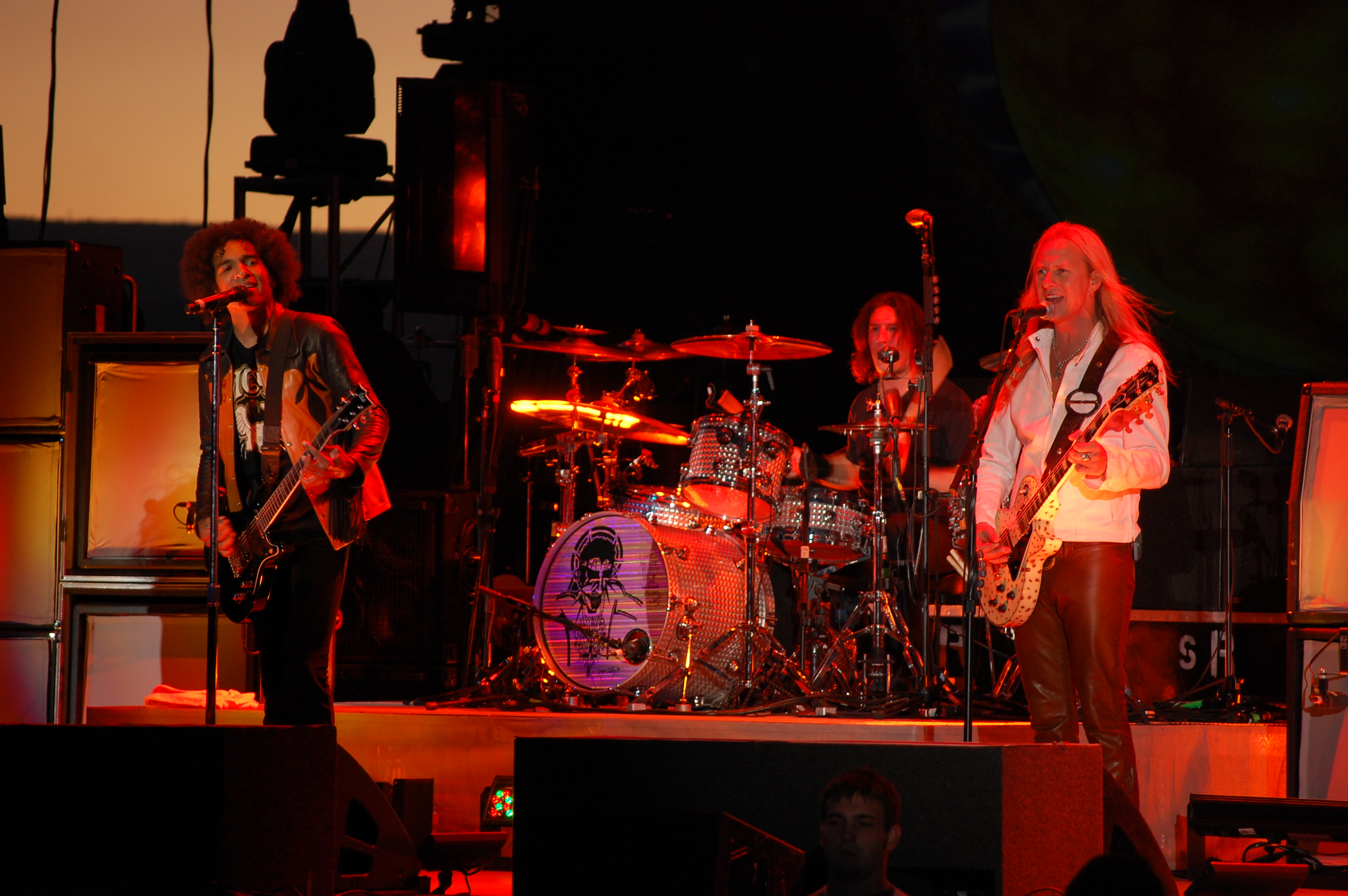
Alice in Chains.

La llegada de los noventa renovó en gran medida la denominada época dorada del heavy metal. Por un lado el glam metal comenzó a perder popularidad en los principales mercados del mundo ante el nacimiento del grunge, liderado por bandas como Nirvana, Alice in Chains, Pearl Jam y Soundgarden. Esta nueva ola de grupos estaban influenciadas por el heavy metal, pero rechazaban los excesos de muchas agrupaciones de los ochenta, como la imagen ostentosa y los virtuosos solos de guitarra. Además, la incursión del thrash en las listas musicales y la eclosión del llamado groove metal fueron puntos importantes de esta renovación musical.
Liderada por Perry Farrell, la banda Jane's Addiction encabezó un nuevo estilo musical llamado metal alternativo, que junto con el grunge comandaron en gran parte las listas musicales, las ventas discográficas y los conciertos en vivo durante los primeros años de los noventa. Aun así, las bandas Pantera, White Zombie y Sepultura con un sonido más agresivo tuvieron gran repercusión en los Estados Unidos, mientras que Aerosmith y Guns N' Roses fueron uno de los pocos grupos que se mantuvieron viables comercialmente. También la aparición del festival Lollapalooza sirvió como una enorme oportunidad para que nuevas bandas se hicieran conocidas.
De igual manera esta nueva década trajo consigo nuevas tendencias, donde las bandas emergentes fusionaron diversos géneros musicales con el metal, creando así nuevos subgéneros. Agrupaciones como Faith No More mezclaron el rock alternativo con el funk, punk, metal y hip hop. Por su parte bandas como Primus, Red Hot Chili Peppers y Rage Against the Machine combinaron elementos del funk con el metal alternativo, dando paso al llamado funk metal. A su vez, la mezcla del metal con los sonidos electrónicos de sintetizadores, samplers y teclados dieron como resultado al metal industrial, liderada mayormente por Rammstein, Ministry, Fear Factory y Nine Inch Nails. Otra de las fusiones surgidas a principios de la década fue el rap metal, que enfatizaba la potencia y sonido del metal con la complejidad rítmica y lingüística del rapeo.
Por último y a fines de los noventa nació en los Estados Unidos el nu metal, que combinaba los elementos del metal alternativo con el hip hop y que gracias a festivales como el Ozzfest lograron cautivar a la nueva generación de metaleros. Aun así, este nuevo estilo no ha sido reconocido por los seguidores del heavy metal, quienes lo tildan como posero. Sin embargo, este subgénero logró durante los primeros años de la década siguiente una gran aceptación en los mercados mundiales, donde agrupaciones como Limp Bizkit, Slipknot, Deftones, Papa Roach, Linkin Park y KoRn lograron vender millones de copias. Pero a partir de 2005 el movimiento comenzó a decaer; por un lado grupos como Linkin Park y Disturbed cambiaron su estilo e imagen acercándose al metal alternativo y por el otro grupos como KoRn, Limp Bizkit y Maximum the Hormone siguieron teniendo éxito con el nu metal aunque en menor escala.
En 1999, la revista Billboard anunciaba que había más de 500 radios en los Estados Unidos especializadas en música metal, cerca de tres veces más que hace diez años. Estas nuevas emisoras reactivaron el heavy metal tradicional que durante la década estuvo ensombrecido por las bandas emergentes, donde muchas de ellas se separaron o lanzaron álbumes alejados de su sonido clásico, con diversas críticas tanto de sus seguidores como de la prensa.

### Años 2000 y el retorno delmetalclásico

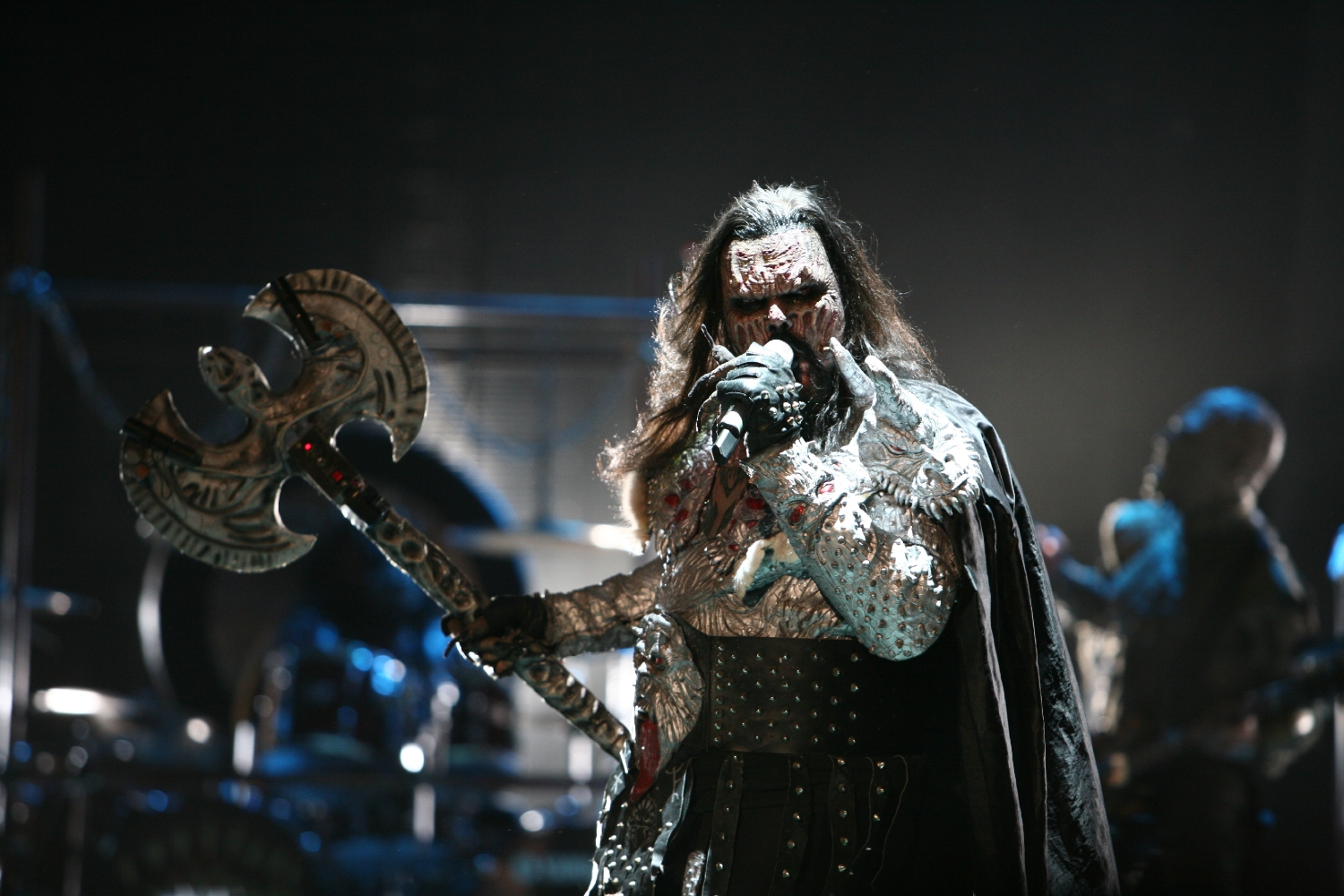
Lordi, ganadores del Festival de la Canción de Eurovisión de 2006.

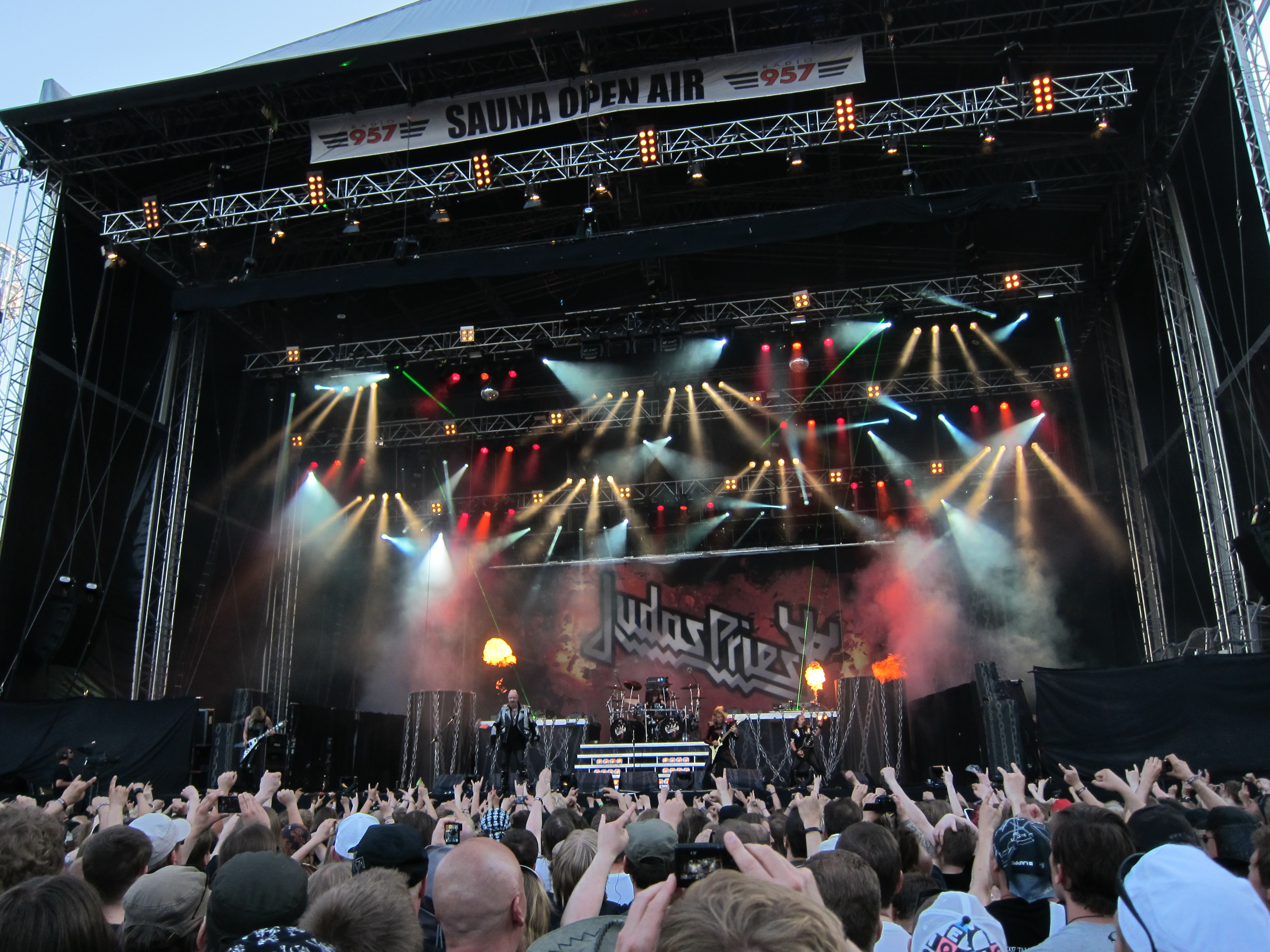
Judas Priest en el escenario del Sauna Open Air Metal Festival en Tampere, Finlandia en 2011.

La llegada del nuevo milenio trajo consigo un retorno del metal clásico principalmente en Europa, Latinoamérica y Japón. Muchas de las agrupaciones que se separaron volvieron a lanzar nuevos trabajos de estudio, muchos de ellos con su alineación clásica de los ochenta por ejemplo, Iron Maiden con Brave New World, Judas Priest con Angel of Retribution o Manowar con Warriors Of The World. A su vez en Escandinavia comenzó una nueva generación de bandas con gran éxito en los mercados, mientras que países como Bélgica, Países Bajos y sobre todo Alemania se convirtieron en los mercados más importantes para el género en Europa.
Muchas de las agrupaciones que nacieron en los noventa dentro del circuito underground como por ejemplo Blind Guardian, Nightwish, Children of Bodom, In Flames, HammerFall o The Haunted comenzaron a tener un gran éxito en los mercados europeos, con miles de ventas y participaciones en los principales festivales del Viejo Continente. Además, algunos críticos utilizaron el término retrometal que ha sido aplicado a principios y mediados de los años 2000 a grupos como los británicos The Darkness. y los australianos Wolfmother. Dicha expresión también alude a las nuevas bandas que reviven el sonido del hard rock y del heavy metal de los ochenta como por ejemplo Steel Panther, Stone Gods, Hardcore Superstar, The Answer y Airbourne.
Sin embargo y durante los primeros años de la década surgió el último subgénero de importancia hasta el día de hoy el metalcore, considerado como un híbrido entre el metal extremo y el hardcore punk. Sus raíces provienen desde mediados de los ochenta con la escena crossover thrash de grupos como Suicidal Tendencies, Dirty Rotten Imbeciles y Stormtroopers of Death. Durante los noventa se mantuvo como un fenómeno underground lideradas por las agrupaciones Earth Crisis, Hogan's Heroes, Converge, Hatebreed y Shai Hulud, pero con la llegada de los 2000 algunos grupos han logrado posicionarse en los primeros puestos de las listas musicales, entre ellos Killswitch Engage con The End of Heartache y Shadows Fall con The War Within. Al igual que todos los subgéneros, muchas de sus bandas les han atribuido nuevos sonidos dando paso a una serie de subdivisiones como el grindcore, deathcore y el metalcore melódico por mencionar algunas.
Por último y desde mediados de la década anterior comenzó en los Estados Unidos una nueva generación de bandas, que la prensa denominó Nueva ola de heavy metal americano y que está integrado por diversos estilos entre ellos el metal alternativo, groove metal, nu metal y el metal progresivo por ejemplo. Algunas de sus agrupaciones como Machine Head, Mastodon, Lamb of God, Black Label Society o Avenged Sevenfold han tenido un gran éxito comercial en los últimos años e incluso han liderado varios de los festivales más importantes del mundo.